# Cien Mil Hijos de San Luis
Los Cien Mil Hijos de San Luis (conocidos en Francia como «l'expédition d'Espagne») fueron un contingente del ejército del Reino de Francia que bajo las órdenes del duque de Angulema, sobrino del rey Luis XVIII, invadió España en 1823 para poner fin al régimen constitucional instaurado tras el triunfo de la Revolución española de 1820. Su objetivo primordial era «liberar» al rey Fernando VII del «cautiverio» al que supuestamente le tenían sometido los liberales. Apoyando a las tropas francesas también iban unos 30 000 realistas españoles como prolongación de la guerra civil de 1822-1823. Con la derrota del ejército constitucional se puso fin al Trienio Liberal y se dio paso a la segunda restauración absolutista en España. Una parte del ejército francés permanecería en España hasta el año 1828.
Como ha destacado el historiador Gonzalo Butrón Prida, «la invasión militar protagonizada por los llamados Cien Mil Hijos de San Luis resultó decisiva para la suerte del régimen liberal español restaurado en 1820». Josep Fontana coincide en que «la interferencia de la política exterior europea en la española» es la que determinará su hundimiento. El escritor Benito Pérez Galdós novelaría los hechos en Los cien mil hijos de san Luis, uno de sus Episodios nacionales.

## Antecedentes
La revolución española de 1820 causó una honda preocupación en las monarquías europeas que habían derrotado a Napoleón. El secretario del Foreign Office Castlereagh les escribió a los cancilleres de la Santa Alianza: «Los acontecimientos en España, a medida que se han ido desarrollando, han despertado, como era de esperar, la mayor inquietud por toda Europa». Todos ellos, como ha señalado Josep Fontana, «no deseaban en estos momentos un fermento revolucionario que podía crearles problemas internos de resonancia», pero sobre todo no querían que se extendiera su «mal ejemplo» por Europa. En julio de 1820 había triunfado una revolución liberal en Nápoles —que estaba tan influenciada por la española que había adoptado como propia la Constitución de Cádiz— y al mes siguiente en Portugal —que aprobó una constitución largamente inspirada en la española—. «A mayor abundamiento, España era el refugio de los agitadores europeos perseguidos en sus países, en especial los franceses que fracasaron en las diversas intentonas para derrocar a Luis XVIII y los carbonarios italianos proscritos en Austria».
En el Congreso de Troppau celebrado en octubre de 1820 Austria, Prusia y Rusia (las tres monarquías absolutas integrantes de la Santa Alianza) aprobaron el Protocolo de Troppau por el que se arrogaban el derecho de intervenir en «los Estados que hayan experimentado un cambio de Gobierno a causa de una revolución y como resultado de ello amenacen a otros Estados». El Congreso lo había convocado la Cuádruple Alianza —desde 1818 Quíntuple Alianza de facto por la incorporación del Reino de Francia— y en él se acordó aplicar el Protocolo lo que suponía «autorizar» al Imperio de Austria a intervenir en el Reino de Nápoles. La entrada de las tropas austríacas en la capital napolitana se produjo en marzo de 1821, en el mismo mes en que se iniciaba la revolución en el Reino del Piamonte, de brevísima duración y que como Nápoles también adoptó la Constitución gaditana. Asimismo sería aplastada por los austríacos.
En cuanto las revoluciones italianas fueron sofocadas toda la atención de las potencias absolutistas de la Santa Alianza se centró España. En mayo de 1821 el gobierno del Imperio Ruso enviaba una nota a sus embajadores en la que se manifestaba la «aflicción» y el «dolor» de los soberanos europeos y su desaprobación por «los medios revolucionarios puestos en práctica para dar a España nuevas instituciones». Por su parte, el canciller Metternich, el principal artífice del nuevo orden europeo posterior a Napoleón, llegó a considerar más peligrosa la Revolución española de 1820 que la Revolución francesa de 1789, porque la primera había sido «local» mientras que la española era «europea». Metternich en el Congreso de Laibach, donde finalmente se dio vía libre a la intervención austríaca en Nápoles, ya había presionado al representante del Reino de Francia para que interviniera en España —«Es necesario quitarse de encima ese peligro que tenéis a las puertas; es una amenaza para vuestro Gobierno», le había dicho— pero este respondió: «España no es una amenaza; la constitución se debilitará por sí misma y se verá obligada a modificarla».

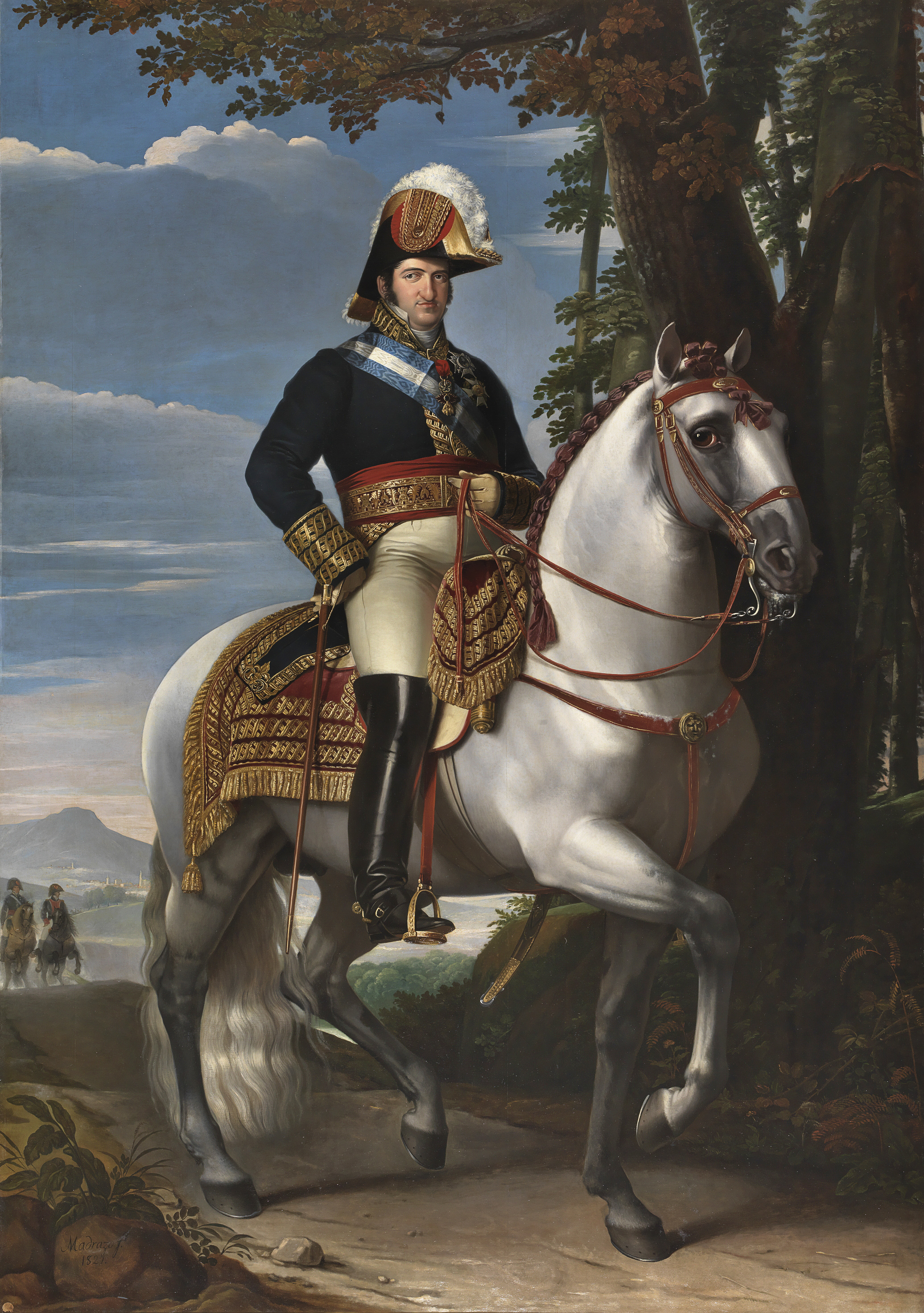
Retrato ecuestre de Fernando VII (1821), por José de Madrazo (Museo del Prado).

Por otro lado, el rey Fernando VII desde el primer momento mantuvo una correspondencia secreta con los monarcas europeos, sobre todo con el zar Alejandro I —a través del conde Bulgari, su embajador en Madrid— y el rey francés Luis XVIII —quien le mostró un «doloroso interés» por su situación—. En junio de 1821 le insistió al zar que la única forma de salvar su persona y la monarquía española consistía en recibir «el poderoso auxilio de fuerza armada extranjera». Con fecha de 10 de agosto de 1822 Fernando VII le volvió a escribir una carta en la que en primer lugar desmentía la imagen que daban de él los liberales «como el hombre más cruel y tirano del mundo, cuando no hay un solo ejemplar de que yo haya abusado del poder que la divina providencia me tiene confiado. Mi compasivo y clemente corazón jamás ha sido dominado de semejante defecto». A continuación describía un país contrario a la Constitución que «solo la toleraba por estar subyugados por la rebelión militar y por el Gobierno. Las provincias de Cataluña, Navarra, Vizcaya y Guipúzcoa están levantadas en masa, y casi sucede lo mismo en Aragón, Valencia y Castilla, y no hay provincia en España que haya dejado de pronunciarse a mi favor». La carta concluía pidiendo su total apoyo a la intervención en España —de un ejército extranjero, no «en concepto de conquistador, sino de auxiliador»—  que se iba a tratar en el próximo Congreso de Verona:

Yo me pongo en manos de vuestra majestad ilustrísima dándole todas mis facultades para que tanto en el Congreso de soberanos que pronto debe reunirse, como en cualquiera otra parte, presente vuestra majestad ilustrísima mis derechos y acciones defendiéndolos en toda su integridad, ya que no puedo hacerlo por estar en una verdadera prisión.

Las cartas secretas de Fernando VII eran completadas con las gestiones de sus agentes en el exterior. A uno de los más destacados, el exembajador en Roma Antonio Vargas Laguna que había sido destituido por negarse a jurar la Constitución, le escribió en diciembre de 1821: «Te pido que lo hagas saber a los soberanos extranjeros para que vengan a sacarme de la esclavitud en que me hallo y libertarme del peligro que me amenaza». Vargas Laguna cumplió con su misión y consiguió que el rey de Nápoles Fernando I enviara una carta a todos los monarcas europeos para que se interesaran por la suerte del rey de España. Para lograr el objetivo de recobrar su «libertad» Fernando VII llegó a prometer que cuando le libraran de su «cautiverio» no restauraría «su poder absoluto» (promesa que no cumpliría). En la carta del 10 de agosto también le había escrito al zar Alejandro lo siguiente: «No crea V.M.Y. que es mi ánimo volver a reynar baxo del régimen que llaman absoluto, y que exercí desde el año 1814 hasta el de 1820... No señor, estoy dispuesto a introducir en mi reyno variaciones que alejen de toda idea de semejante calumnia». En realidad esta actitud respondía a la presión francesa, cuyo embajador en Madrid le había comunicado a Fernando VII en un papel secreto que «la Francia no se prestará jamás al restablecimiento del sistema pasado y la Monarquía absoluta. El sistema actual de su Gobierno la pone en la decisiva imposibilidad de favorecer cualquier régimen absoluto». También le decía que el Ejército francés que estaba acantonado en los Pirineos, oficialmente para contener la epidemia de fiebre amarilla declarada en Cataluña, «está dispuesto a proteger y apoyar todos los esfuerzos que hagan los realistas para ejecutar planes razonables y moderados» (esta última palabra no debió gustarle a Fernando VII, apostilla Emilio La Parra López).

## La decisión de la invasión

### El falso «tratado secreto de Verona»

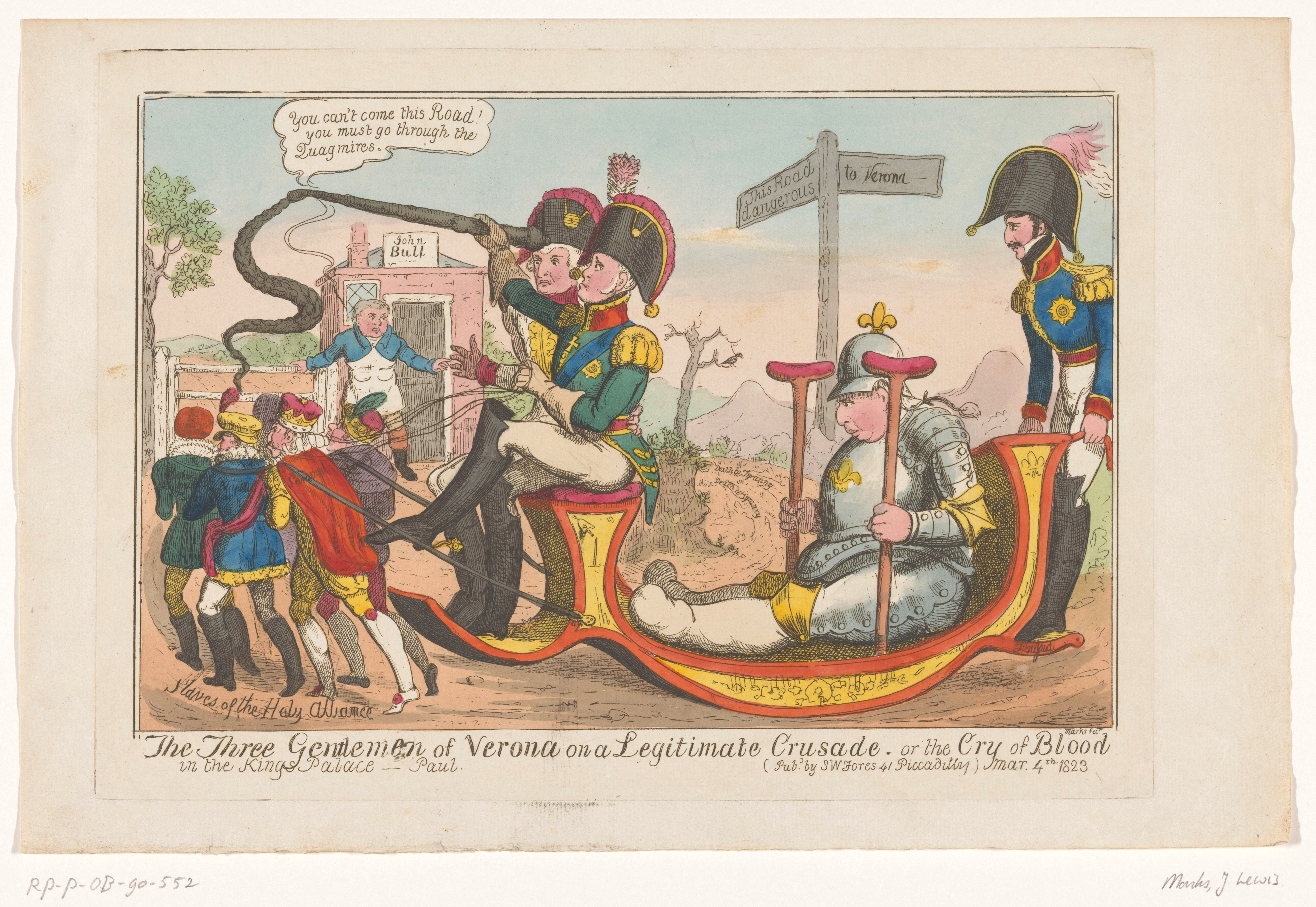
Caricatura británica titulada Los tres caballeros de Verona en una legítima cruzada o la llamada de la sangre en el palacio del rey. Muestra al rey de Francia Luis XVIII sentado en un trineo con armadura y muletas, con el zar Alejandro I y el emperador de Austria Francisco II en el caballete y con el rey de Prusia Federico Guillermo III en la plataforma de atrás. Todos ellos se dirigen a Verona mientras John Bull, que representa al pueblo británico, les dice que por allí no es el camino. Tiran del trineo los "Esclavos de la Santa Alianza".

Aunque el tema principal debía haber sido la «cuestión de Oriente» (el levantamiento griego contra el dominio del Imperio Otomano), el Congreso de Verona celebrado entre el 20 de octubre y el 14 de diciembre de 1822 se ocupó especialmente de «los peligros de la revolución de España con relación a Europa». La representación británica la ostentó el duque de Wellington que acudió con el encargo de su gobierno de oponerse a cualquier tipo intervención en España. Los que se mostraron como los más firmes partidarios de esta fueron el zar de Rusia Alejandro I, que había recibido numerosas peticiones de auxilio por parte de Fernando VII, y el rey francés Luis XVIII, que también había recibido las cartas desesperadas del rey español y las peticiones de ayuda de los realistas, pero que sobre todo estaba muy interesado en rehacer el prestigio internacional de la Francia borbónica. El canciller austríaco Metternich, por su parte, propuso que se enviaran «Notas formales» al Gobierno de Madrid para que este moderara sus posiciones y en caso de no obtener una respuesta satisfactoria romper las relaciones diplomáticas con el régimen español.
Las «Notas formales» propuestas por Metternich fueron entregadas en Madrid a principios de enero de 1823, según Josep Fontana y según Pedro Rújula y Manuel Chust, o entre noviembre y diciembre de 1822, según Emilio La Parra López. Francia fue la primera en entregar la suya en la que reclamaba que se introdujera una segunda Cámara, siguiendo el modelo de su Carta otorgada de 1814, y una «libertad juiciosa». De hecho la nota estaba redactada en términos deliberadamente no demasiado contundentes, pero como las de las potencias de la Santa Alianza «contenía una condena explícita y a veces insultante del sistema constitucional». La nota francesa concluía con la amenaza de la invasión en caso de que «la noble nación española no encuentre por sí misma remedio de sus males, males cuya naturaleza inquieta tanto a los Gobiernos de Europa que les fuerza a tomar precauciones siempre dolorosas». La nota austríaca, por su parte, decía que la revolución española había provocado ya «grandes desastres» («había dado lugar a las revoluciones de Nápoles y de Piamonte») y exhortaba a España a que pusiera fin «a este estado de separación del resto de Europa».
La respuesta del secretario del Despacho de Estado, el liberal exaltado Evaristo San Miguel, fue «taxativa y poco diplomática» pues no dejó margen para la negociación: manifestó la adhesión del Gobierno al «invariable código fundamental jurado en 1812» y rechazó toda intromisión en los asuntos internos españoles («La nación española no reconocerá jamás en ninguna potencia el derecho de intervenir ni de mezclarse en sus negocios», afirmó). El rey dio su apoyo a la postura del gobierno así como la mayoría del país. Los británicos, por su parte, se habían negado a enviar ninguna «nota» y se habían retirado formalmente del Congreso de Verona. Las Cortes españolas se reunieron el 9 de enero de 1823 para apoyar la rotunda respuesta que había dado San Miguel —había calificado el contenido de las notas de «invectivas, calumnias y suposiciones malignas»—, y para denunciar los intentos de injerencia en los asuntos internos españoles por parte de las grandes potencias absolutistas y reafirmar que las únicas que tenían la potestad de reformar la Constitución eran las propias Cortes. La sesión se cerró con un «¡Viva la Constitución!» lanzado por el presidente de las Cortes. Diputados y público de las tribunas le respondieron con vivas a la libertad, a Riego, a las Cortes y al Gobierno.. En los días siguientes los embajadores de las «potencias del norte» (Austria, Prusia y Rusia) abandonaban Madrid y un poco más tarde, el 26 de enero, lo hacía el embajador francés. Sólo permaneció en Madrid el embajador británico. Casi al mismo tiempo el nuncio Giustiniani era expulsado como respuesta al rechazo de Joaquín Lorenzo Villanueva como embajador ante la Santa Sede, lo que proporcionó un nuevo argumento a los partidarios de la invasión de España. «España quedaba aislada en contexto internacional, pendiente únicamente de saber cómo habría de materializarse la amenaza y cuál sería la postura de Inglaterra», ha señalado Emilio La Parra López.
En el Congreso de Verona, finalmente, Austria, Prusia y Rusia (Gran Bretaña se negó a adherirse) se comprometieron el 19 de noviembre a apoyar Francia si esta decidía atacar a España pero «exclusivamente en tres situaciones concretas: 1) si España atacaba directamente a Francia, o lo intentaba con propaganda revolucionaria; 2) si el rey de España fuera desposeído del trono, o si corriera peligro su vida o la de los otros miembros de su familia; y 3) si se produjera cualquier cambio que pudiera afectar al derecho de sucesión en la familia real española». Pero ninguna de estas tres situaciones se materializó y a pesar de ello Francia invadió España en abril de 1823 con los Cien Mil Hijos de San Luis. «En realidad el Congreso de Verona no fue la ocasión para un nuevo desarrollo de la Santa Alianza, fue su tumba. Lo que prevaleció, a pesar de las grandes diferencias evidenciadas, fue el espíritu de concertación entre las cinco potencias que seguirían dirigiendo la política internacional…», ha afirmado la historiadora Rosario de la Torre.
Después de la invasión se hizo público un supuesto tratado secreto firmado en Verona el 22 de noviembre por los representantes de Austria, Prusia, Rusia y Francia en el que se encomendaba a esta última invadir España. La historiografía española dio por bueno el tratado secreto, incluso después de que el archivista estadounidense T. R. Schellenberg demostrara en 1935 que se trataba de una falsificación periodística realizada por el periódico británico Morning Chronicle que pretendía vincular a la Santa Alianza con la invasión francesa.

### El rey francés Luis XVIII anuncia la invasión

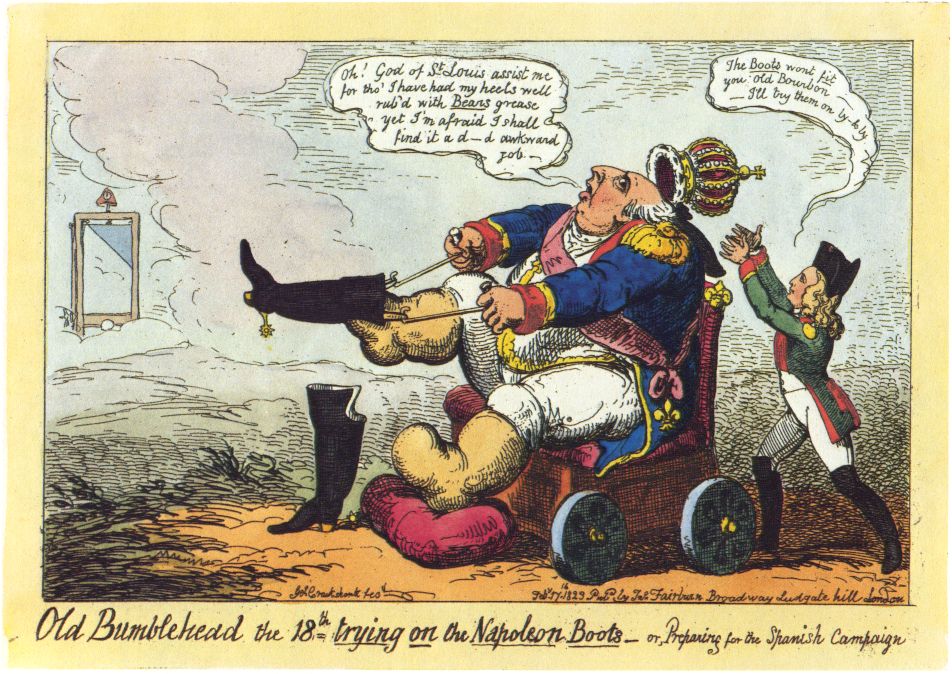
Caricatura inglesa del rey Luis XVIII con el título El viejo Bumblehead ['cabeza de chorlito'], el 18, probándose las botas de Napoleón o, preparándose para la Campaña Española (17 de febrero de 1823). Luis XVIII dice: "¡Vaya! Dios de San Luis, ayúdame porque, aunque me han frotado bien los talones con grasa Bears [en referencia al apoyo ruso], me temo que me parecerá un trabajo muy incómodo". El hijo de Napoleón, con las brazos levantados para coger la Corona en cuanto esta caiga, dice: "Las botas no te quedarán bien, viejo Borbón. Me las probaré poco a poco". Al fondo, una guillotina rematada con un gorro frigio aparece de entre la niebla.

La demostración de que el «Tratado secreto de Verona» era una falsificación puso en evidencia, que «ningún compromiso de ayuda ligaba, por lo tanto, a la Santa Alianza con la intervención francesa en España». Quedaba de esta forma desmontado el mito de que la invasión de los Cien Mil Hijos de San Luis se había decidido en el Congreso de Verona y de que se hacía en nombre de la Santa Alianza. Como ha señalado la historiadora española Rosario de la Torre, que en 2011 volvió a insistir en la falsedad del «Tratado Secreto de Verona», la invasión de España fue decidida por el rey francés Luis XVIII y por su gobierno (sobre todo después de que el 28 de diciembre de 1822 François-René de Chateaubriand pasara a dirigir la política exterior con el objetivo de «volver a colocar a Francia en la categoría de las potencias militares»), contando eso sí con la aprobación más o menos explícita o la neutralidad de las otras cuatro potencias de la Quíntuple Alianza. Así lo explicó el propio Chateaubriand: «figúrese a nuestro gabinete volviendo a ser poderoso, hasta el punto de exigir una modificación de los tratados de Viena, nuestra antigua frontera recobrada, ampliada hasta los Países Bajos con nuestros antiguos departamentos germánicos, y dígase si la guerra de España no merecía ser emprendida en pro de semejantes resultados». Años después de la invasión Chateaubriand escribió en sus Memorias de ultratumba: «Mi guerra de España, el gran acontecimiento político de mi vida, era una empresa descomunal. La legitimidad iba por primera vez a quemar pólvora bajo la bandera blanca [de los Borbones]… Cruzar de un salto las Españas, triunfar en el mismo suelo donde hacía poco los ejércitos de un hombre fástico [Napoleón] habían sufrido reveses, hacer en seis meses lo que él no había podido lograr en siete años, ¿quién hubiera podido aspirar a lograr tal prodigio? Sin embargo, es lo que yo hice…».

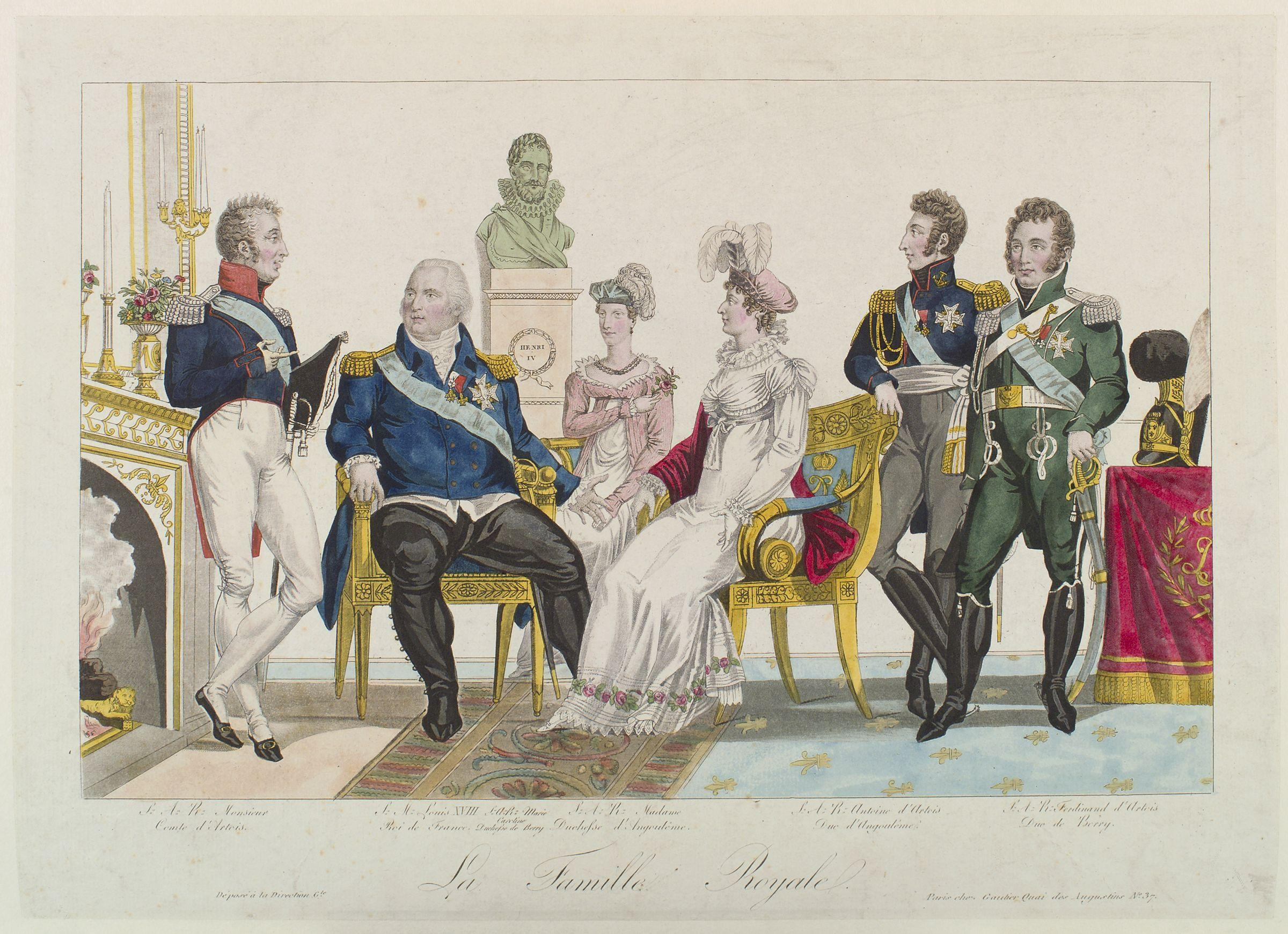
La familia real francesa. De izquierda a derecha: Carlos, el conde de Artois, hermano del rey y heredero al trono; el rey Luis XVIII; María Carolina, Duquesa de Berry; María Teresa, Duquesa de Angulema; Luis Antonio, Duque de Angulema; y Carlos Fernando, Duque de Berry. El Duque de Berry, segundo hijo varón del conde de Artois y tercero en la sucesión al trono, fue asesinado en París el 13 de febrero de 1820 (cuando Riego estaba recorriendo Andalucía intentando que triunfara su pronunciamiento). El duque de Angulema, segundo en el orden de la sucesión como primogénito del conde de Artois, será el escogido por Luis XVIII para comandar la «expedición de España».

Lo que decidió a la Monarquía de Luis XVIII a intervenir en España —a pesar de la oposición inicial de Gran Bretaña que temía que Francia consiguiera una situación de privilegio al sur de los Pirineos y en la América española en pleno proceso de emancipación— fue el temor a un contagio revolucionario en su propio territorio sobre todo después de que las partidas realistas hubieran sido derrotadas (a pesar de la ayuda económica y militar que habían recibido de las monarquías europeas y en especial de la francesa). «En último término, Francia y el resto de los aliados habían comprendido que no era posible el triunfo de la contrarrevolución desde dentro, ni a través de un golpe político y militar en la Corte, ni a través de la sublevación armada y su cobertura política fracasada en Urgel». Así se lo comunicó el conde de Villèle a Chateaubriand: «Nunca los realistas españoles podrían consumar la contrarrevolución en su patria sin el auxilio de un ejército extranjero, aun cuando otros gobiernos favoreciesen su causa».
En su discurso de apertura ante las Cámaras el 28 de enero de 1823 Luis XVIII informó del fracaso de las gestiones diplomáticas con España, que daba por concluidas —dos días antes el embajador francés había abandonado Madrid; el embajador español en París hará lo mismo tras conocer el contenido del discurso— y a continuación anunció solemnemente su decisión de invadirla —esta declaración dio origen al nombre con que fue conocido el cuerpo expedicionario francés enviado a España a las órdenes del duque de Angulema: los Cien Mil Hijos de San Luis—:

La justicia divina permite que, después de haber hecho experimentar nosotros, por largo tiempo, a las otras naciones los terribles efectos de nuestras discordias, nos veamos expuestos a los peligros producidos por calamidades semejantes que experimenta un pueblo vecino.
He empleado todos los medios para afianzar la seguridad de mis pueblos y para preservar a la España de la última desgracia, pero las representaciones que he dirigido a Madrid han sido rechazadas con tal ceguera que quedan pocas esperanzas de paz.
He dado orden para que se retire mi ministro en aquella corte y cien mil franceses, mandados por aquel príncipe de mi familia a quien mi corazón se complace en dar el nombre de hijo mío, están prontos a marchar, invocando al Dios de San Luis, para conservar el trono de España a un nieto de Enrique IV [el fundador de la dinastía Borbón], y para preservar a aquel hermoso reino de su ruina y reconciliarle con la Europa.

El gobierno británico había hecho un último intento para evitar la invasión y envió a Madrid a Lord FitzRoy Somerset para que consiguiera que el Gobierno español abordara una reforma constitucional que la acercara a la Carta de 1814 tal como habían propuesto los franceses, lo que supondría la «devolución» de gran parte de sus poderes al rey Fernando VII ―aunque con esta misión diplomática el gobierno británico negaba «cualquier apoyo explícito al derecho de los españoles a elegir con libertad e independencia su futuro político», ha comentado Gonzalo Butrón Prida―. FitzRoy Somerset llegó a la capital española el 21 de enero de 1823 pero no logró su objetivo. Dos meses después, el 21 de marzo, el secretario del Foreign Office George Canning comunicaba al Gobierno de París que el Reino Unido no se opondría a la invasión con tres condiciones, que le hizo llegar el 31 de marzo: que el ejército francés abandonara España en cuanto hubiera completado su misión; que no intervendría en Portugal y que no ayudaría a España a recuperar sus colonias americanas. Una semana después Francia invadía España. «A la hora de justificar su intervención, ni el rey Luis XVIII de Francia ni su Gobierno invocaron el peligro de la revolución española o el derecho de intervención establecido por la Santa Alianza y precisado en el Congreso de Troppau; los franceses ni siquiera invocaron el interés nacional de Francia; se limitaron a proclamar la solidaridad de la casa de Borbón». Se trataba de «establecer un Borbón en el trono por las armas de un Borbón», escribió Chateaubriand en sus Memorias de ultratumba.

## La invasión

### La ocupación francesa

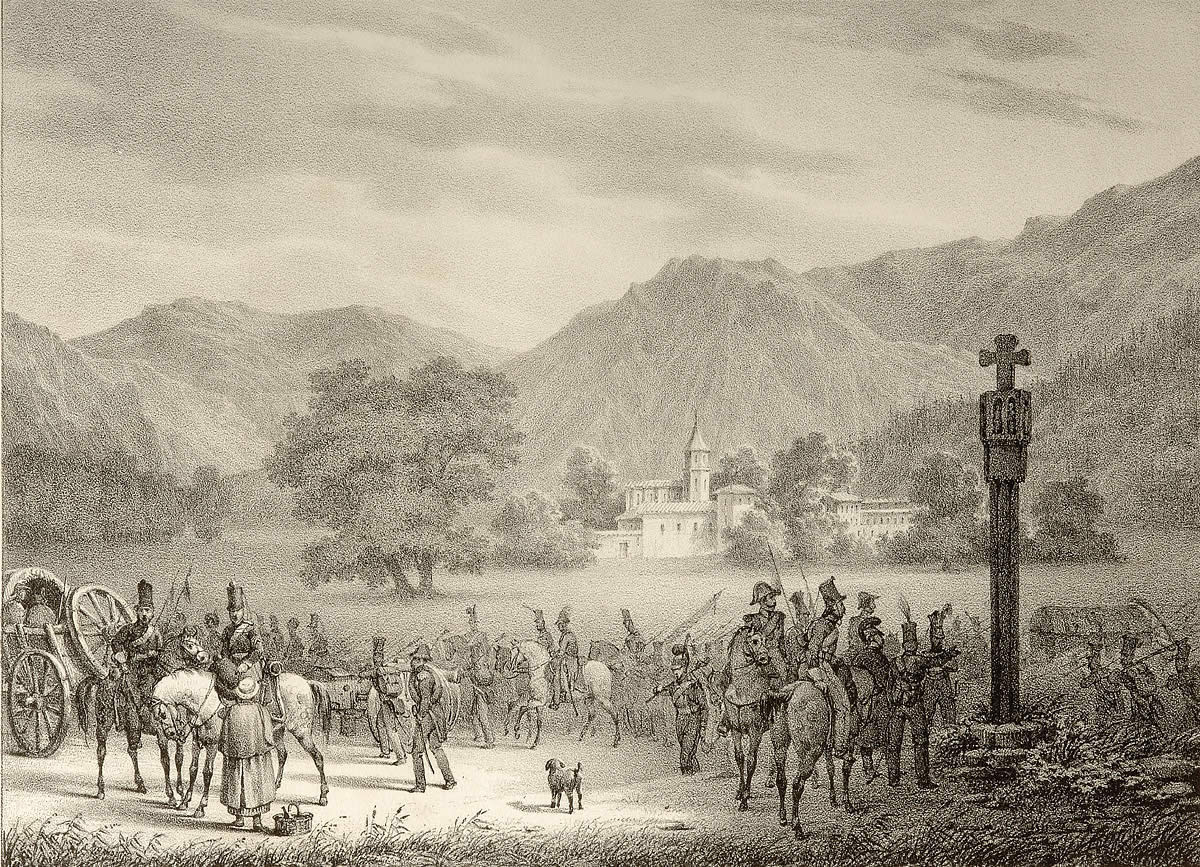
"Planicie de Roncesvalles, 1823". Ilustración que muestra el paso de los Cien Mil Hijos de San Luis por Roncesvalles.

El 7 de abril de 1823 empezaron a atravesar la frontera española los «Cien Mil Hijos de San Luis» —l'Armée d'Espagne, fue su nombre oficial—, sin haber declarado previamente la guerra. Eran entre 80 000 y 90 000 hombres —con 22 000 caballos y 108 cañones—, que al final de la campaña sumarían 120 000, parte de los cuales ya habían participado en la anterior invasión francesa de 1808, con Napoleón.. Estaban organizados en cuatro cuerpos de ejército más uno de reserva y sus mandos eran generales veteranos de las guerras napoleónicas. Contaron además con el apoyo de tropas realistas españolas que se habían organizado en Francia antes de la invasión —entre 12 500 y 35 000 hombres, según las diversas fuentes— formando el autodenominado «Ejército de la Fe» que fue financiado con 23 millones de francos (casi un tercio de los fondos dedicados al propio ejército francés). A estas tropas realistas se les sumaron conforme fueron avanzando las partidas que habían sobrevivido a la ofensiva del ejército constitucional. Según el absolutista marqués de Miraflores, los Cien Mil Hijos de San Luis fueron recibidos por el «pueblo español» como «libertadores» al grito de «¡Viva el rey absoluto!» y «¡Viva la Religión y la Inquisición!».  Diversos historiadores, como Juan Francisco Fuentes, han destacado la paradoja de que muchos de los integrantes de las partidas y de las tropas realistas de apoyo habían luchado quince años antes contra los franceses en la Guerra de la Independencia. Los franceses contaban con la división de la población española y pensaban que sería fácil apoyarse en una parte de ella para derrotar a la otra, como advirtió un observador francés:

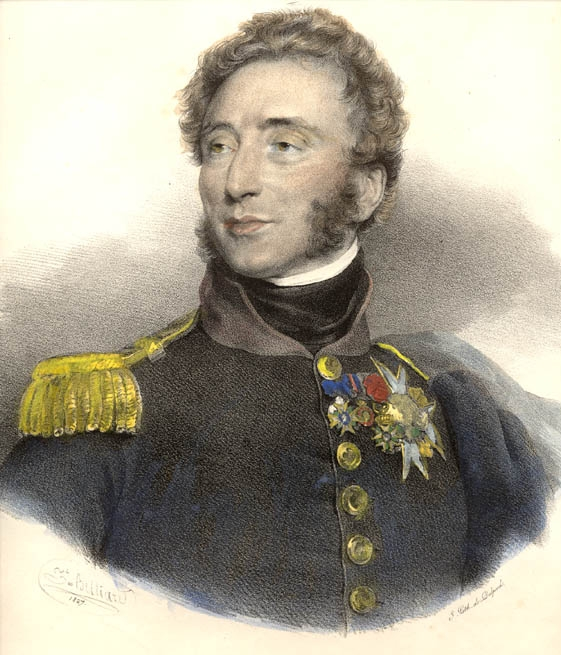
El duque de Angulema, comandante en jefe de los Cien Mil Hijos de San Luis.

Si los españoles estuvieran unidos como en 1809, no tendríamos ninguna posibilidad, ni siquiera emprenderíamos esta guerra. Pero la revolución actual, en este momento, solo interesa en España a las clases altas. La masa del pueblo no la ha comprendido. Será fácil desviar a esta multitud, atraerla hacia los excesos, armarla incluso excitando sus pasiones y satisfaciendo su codicia. Los españoles no tienen dinero; nosotros avanzaremos sembrando la corrupción, y estos miserables gritarán ante el ejército de un rey constitucional: "¡Viva el rey absoluto! ¡Viva la Inquisición! ¡Muerte a la libertad!"

En el momento que comenzó la invasión el régimen constitucional español estaba viviendo una grave crisis política interna que había llevado al solapamiento de dos Gobiernos y a la división de los liberales exaltados (en "masones" y "comuneros"). Por su parte los invasores tuvieron mucho cuidado en no repetir los mismos errores que en la invasión napoleónica de 1808 —por ejemplo, no recurrieron a las requisas para abastecer a las tropas, sino que pagaron en efectivo los suministros sobre el terreno— y se presentaron como los salvadores que venían a restablecer la legitimidad y el orden, como lo demostraría que contaban con el apoyo de los realistas españoles. En la proclama hecha a los españoles antes de iniciar la invasión se decía que su intención era acabar con esa «facción revolucionaria que ha destruido en vuestro país la autoridad real, que tiene cautivo a vuestro rey, que pide su deposición, que amenaza su vida y la de su familia, [y que] ha llevado al otro lado de vuestras fronteras sus culpables esfuerzos». Pedro Rújula comenta: «la invasión era argumentada siguiendo el patrón justificativo que había propuesto Fernando VII en sus peticiones de ayuda a las cortes europeas».
A los invasores les acompañaba una autodenominada Junta Provisional de Gobierno de España e Indias que se estableció en Oyarzun el 9 de abril. La presidía el general Francisco de Eguía y la integraban el barón de Eroles, que ya había formado parte de la Regencia de Urgel, Antonio Gómez Calderón y Juan Bautista Erro (fue una decisión del propio duque de Angulema dejar fuera al marqués de Mataflorida que había presidido la Regencia de Urgel y además le prohibió la entrada en España). Su función era legitimar la actuación de los invasores que pretendían no ser vistos como opresores y de ahí que respaldaran el nombramiento de autoridades españolas que gobernaran en nombre del rey «cautivo». Ese fue el propósito del conde Martignac —comisario civil que acompañaba al duque de Angulema— empeñado en presentar «como una guerra civil española lo que no era otra cosa que una invasión francesa», comenta Josep Fontana. Por su parte la Junta Provisional declaró en Burgos el 18 de abril que sus miembros estaban decididos a «no reconocer, y mirar como si jamás hubieran existido, todos los actos públicos y administrativos, y todas las providencias del gobierno erigido por la revelión [sic]». Previamente había emitido una «Orden para el restablecimiento de los ayuntamientos y justicias del reino» que suponía la destitución de todas las autoridades locales constitucionales. En otra se cesaba a todos los funcionarios nombrados desde marzo de 1820 y los anteriores a esa fecha serían sometidos a un proceso de depuración en el que se tendría en cuenta «la opinión de que gocen».

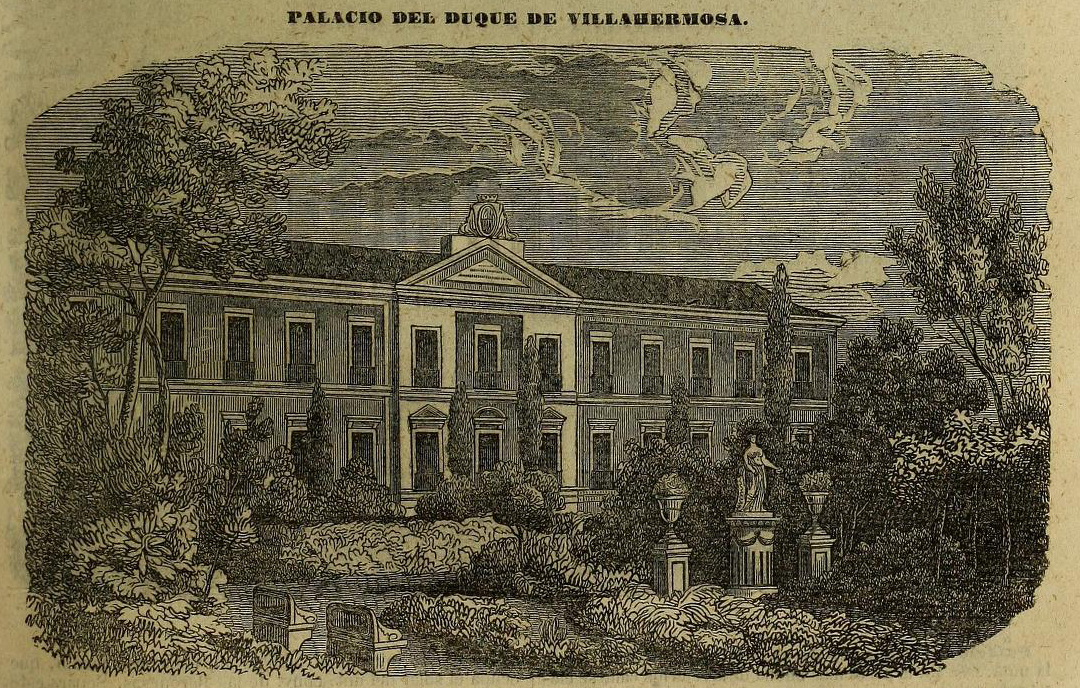
Vista del Palacio de Villahermosa en el tomo X del Diccionario geográfico-estadístico-histórico de España y sus posesiones de Ultramar de Pascual Madoz, publicado en 1850. En este palacio se alojó el duque de Angulema durante su breve estancia en Madrid.

Cuando el 23 de mayo el duque de Angulema entró en Madrid, entre repiques de campanas de todas las iglesias de la capital, convocó a los consejos de Castilla y de Indias para que designaran una Regencia. Los consejos se limitaron a dar cinco nombres sin asumir la responsabilidad del nombramiento, que correspondió al duque de Angulema, lo que no dejó de alarmar a las cancillerías europeas por las atribuciones que se arrogaban los franceses. Los escogidos fueron el duque del Infantado (que actuaría como presidente), el duque de Montemart, el obispo de Osma, el barón de Eroles y Antonio Gómez Calderón —estos dos últimos ya habían formado parte de la Junta Provisional de Oyárzun—. Angulema lo justificó en una proclama que decía: «Ha llegado el momento de establecer de un modo solemne y estable la regencia que debe encargarse de administrar el país, de organizar el ejército, y ponerse de acuerdo conmigo sobre los medios de llevar a cabo la grande obra de libertar a vuestro rey». La Regencia nombró a su vez un gobierno absolutista encabezado por el canónigo y antiguo confesor del rey, Víctor Damián Sáez, en la secretaría del Despacho de Estado, y con Juan Bautista Erro, como secretario del Despacho de Hacienda, cuya gestión fue «nefasta», según Josep Fontana (a finales de octubre de 1823 el embajador francés comunicaba a París: «España se encuentra en la más absoluta miseria»). El resto de miembros del Gobierno, «integrado por algunos de los más señalados reaccionarios del momento», eran José García de la Torre, en Gracia y Justicia; José San Juan, en Guerra; Luis de Salazar, en Marina; y José Aznárez, en Gobernación. En su primera proclama el Gobierno llamó a «perseguir» a los enemigos. El 9 de junio las tropas francesas atravesaban Despeñaperros, derrotando a las fuerzas del general Plasencia que les hizo frente, quedando así expedito el camino hacia Sevilla, donde en ese momento se encontraban el Gobierno, las Cortes, el rey y la familia real.

### La débil resistencia española

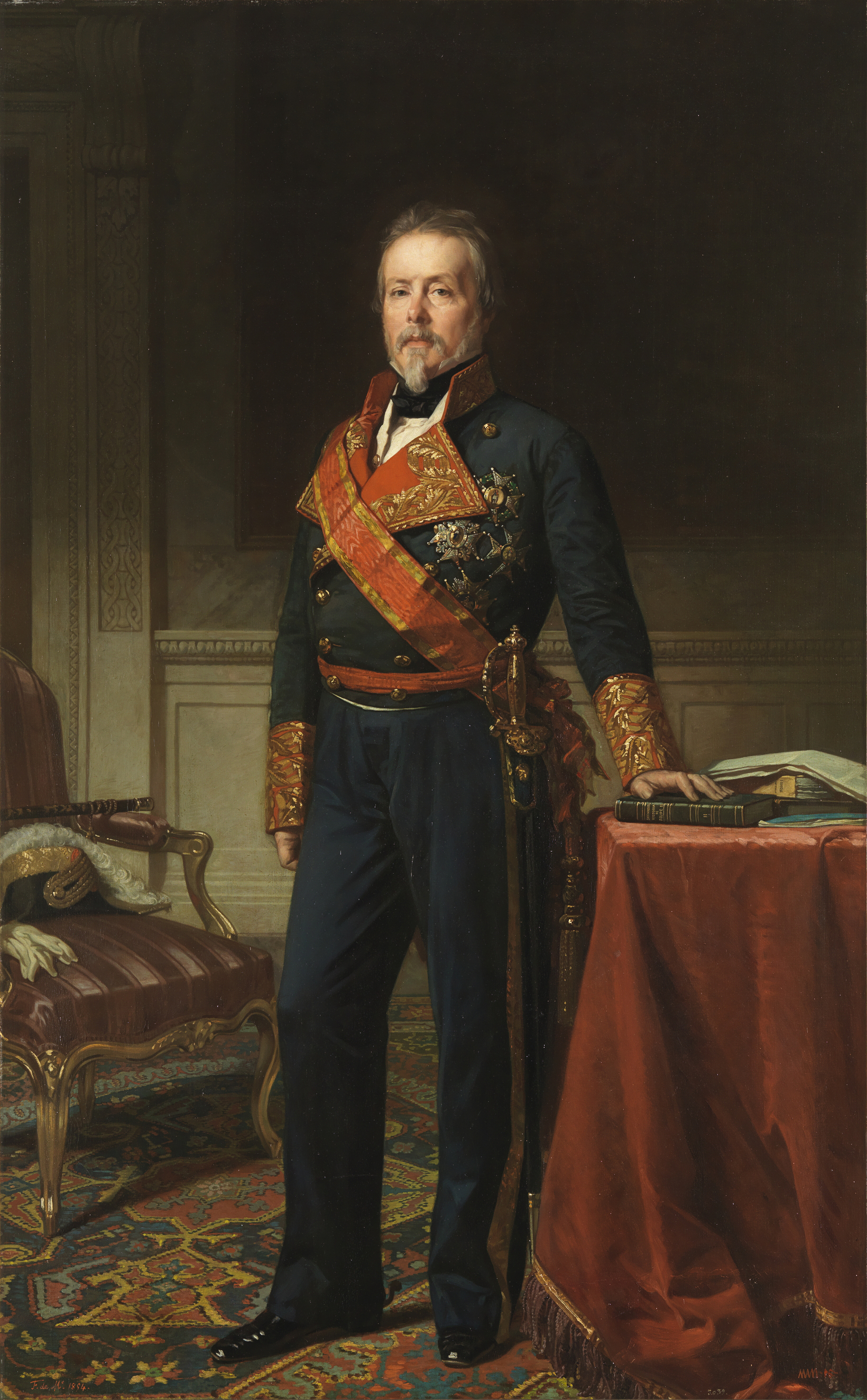
El liberal exaltado Evaristo San Miguel, Secretario del Despacho de Estado y líder del Gobierno que preparó al Ejército para hacer frente a la invasión francesa.

Para hacer frente a los entre 90 000 y 110 000 invasores franceses apoyados por unos 35 000 realistas españoles, el ejército constitucional español solo contaba con unos 50 000 hombres —aunque algunos autores han aumentado la cifra a 130 000, pero reconociendo que tenían un distinto grado de organización y preparación—, situándolos en una posición de manifiesta inferioridad, y, según Víctor Sánchez Martín, el gobierno de San Miguel, a pesar de que había adoptado medidas enérgicas (como la quinta extraordinaria de 30 000 soldados), «apenas tuvo tiempo de preparar al ejército para la inminente invasión francesa». Organizó las fuerzas españolas en cuatro ejércitos de operaciones, aunque el único que realmente hizo frente a los invasores fue el segundo, el más numeroso (20 000 hombres) y el mejor preparado, comandado por el general Francisco Espoz y Mina, antiguo guerrillero de la Guerra de la Independencia, en Cataluña. En cambio los otros tres generales no opusieron excesiva resistencia: el conde de la Bisbal, que estaba al mando del Ejército de Reserva de Castilla la Nueva, que debía cerrar el paso a Madrid, se fugó y pidió asilo en Francia (aceptó «la propuesta francesa de abordar una revisión constitucional de acuerdo con el rey»); Pablo Morillo, al mando de las fuerzas de Galicia y de Asturias, que debía atacar a los franceses por el flanco oriental, les ayudó a someter por las armas a aquellos de sus hombres que se negaban a rendirse (argumentó que consideraba intolerable que el rey hubiera sido desposeído de sus poderes en Sevilla para trasladarlo a Cádiz) e incluso colaboró con los franceses en el sitio de La Coruña (y presumió años después de que «exterminó a los liberales en Galicia»); y Francisco Ballesteros, al mando de las tropas de Navarra, Aragón y el Mediterráneo, que debía atacar a los invasores por el flanco oriental, fue retrocediendo hacia el sur sin luchar hasta que en agosto se rindió en Andalucía (Riego intentó disuadirlo), aun cuando sus tropas mantenían una buena capacidad combativa —de hecho cuando fueron obligados a rendirse los soldados entonaron el Himno de Riego—. Los franceses aceptaron su petición de que le dejaran quedarse en El Puerto de Santa María.
La consecuencia fue que el ejército francés avanzó hacia el sur con relativa facilidad —el 13 de mayo entraba en Madrid—, aunque la rapidez de la campaña puede resultar engañosa, ya que los franceses habían dejado atrás la mayor parte de las plazas fuertes sin ocuparlas. Gonzalo Brutrón Prida añade que «los mandos españoles se encontraron con que apenas había recursos para alimentar y armar a sus tropas... En estas circunstancias, resulta fácil entender tanto las dudas de los mandos españoles ante la capacidad real para presentar batalla, como la propia desmoralización de las tropas ante la continua fatiga y la falta de estímulos de lucha, que dieron además lugar a numerosas deserciones». La propaganda oficial francesa presentó la «expedición» como una gran victoria militar (así lo proclamó Chateaubriand: «Nuestros éxitos en España hacen ascender a nuestra patria al rango militar de las grandes potencias»), pero en privado el comisario civil Martignac confesaría que desde un punto de vista militar la guerra «no se puede considerar para Francia más que como un acontecimiento de orden inferior y de interés secundario», y que hablar de grandes victorias era producto «de la exageración del halago».
La razón por la que los generales españoles, a excepción de Espoz y Mina (y de Torrijos y el propio Rafael del Riego, apresado a mediados de septiembre y acusado de «atroces crímenes»), se rindieran sin prácticamente combatir ha sido objeto de polémica. En 1834 un diputado de las cortes del Estatuto Real, Pedro Alcalá-Zamora Ruiz de Tienda, lo achacó al «deslumbramiento» que produjo en ellos lo que les dijo el duque de Angulema de que «no venía a destruir la libertad ni las leyes vigentes, sino a modificarlas, a nivelarlas con las de su país». Otro contemporáneo de los hechos denunció que habían sido sobornados por «el oro que la misma Santa Alianza había esparcido por la nación para extraviar y dividir los ánimos». «La nación no fue culpable...; fue seducida por el oro y avasallada por cien mil bayonetas extrangeras [sic]». De hecho, el duque de Angulema había recibido instrucciones de ganarse a los generales, ministros y diputados a Cortes «sin ahorrar ni cuidados, ni promesas, ni dinero». El historiador Juan Francisco Fuentes apunta otro factor: la desmoralización que provocó el derrotismo que demostraron el gobierno liberal y las Cortes al decidir abandonar Madrid incluso antes de que se iniciara la invasión para instalarse primero en Sevilla y finalmente en Cádiz. Sin descartar «los incentivos económicos que pudieron recibir», Butrón Prida añade otro: «La falta de confianza en las tropas y, en consecuencia, en la capacidad de victoria».

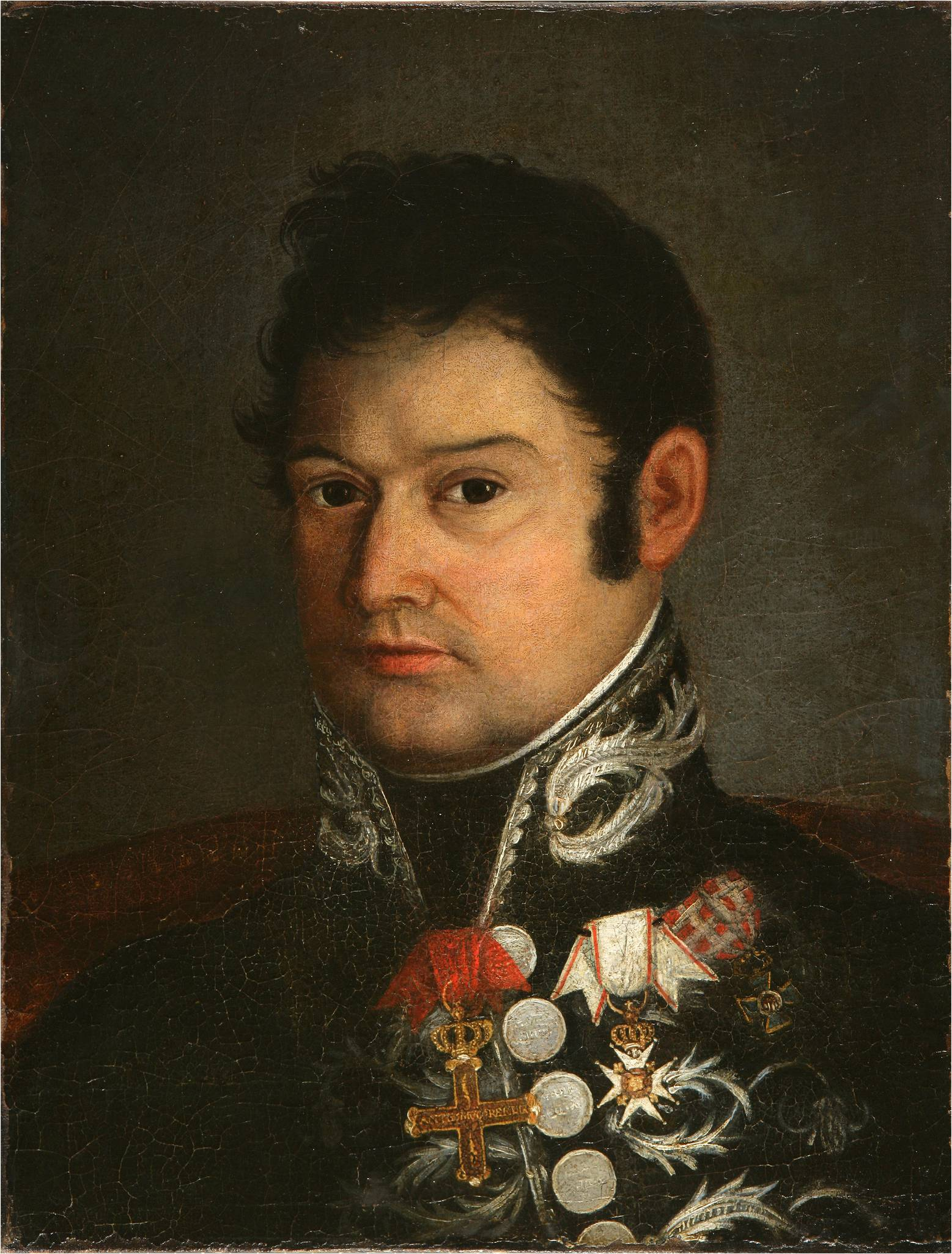
Retrato de Francisco Espoz y Mina, que fue el único de los generales que hizo frente al ejército francés.

A excepción de varias ciudades y plazas fuertes, que demostraron gran capacidad de defensa (como La Coruña, que resistió hasta finales de agosto; Pamplona, San Sebastián y Santoña,que no capitularon hasta septiembre, o como Barcelona, Tarragona, Cartagena y Alicante, que siguieron luchando hasta noviembre, cuando el régimen constitucional hacía más de un mes que había sido derribado), no hubo una resistencia popular a la invasión, ni se formaron guerrillas antifrancesas como durante la Guerra de la Independencia (más bien ocurrió lo contrario: las partidas realistas se sumaron al ejército francés). Así lo constató el marqués de Someruelos en 1834: «Vinieron cien mil franceses, es verdad; pero esta fuerza armada, ni la de doscientos, ni cuatrocientos mil franceses no hubieran subyugado a la nación si ésta no hubiera querido». Según Josep Fontana, la razón fundamental de la «pasividad de una gran parte de la población española, y en especial de los campesinos», fue la política agraria del Trienio que no satisfizo las aspiraciones de estos últimos —la gran mayoría de la población—, «que se cifraban en la supresión de las cargas feudales, incluido el diezmo, y en la posibilidad de acceso de los cultivadores a la propiedad amortizada eclesiástica».
También tuvo un papel relevante, según Fontana, la política fiscal que «cayó muy duramente sobre los campesinos, al exigirles nuevos tributos en metálico, en momentos en que, con la baja de los precios, les resultaba mucho más difícil obtener dinero». Algunos liberales ya lo habían advertido —muchos pueblos «no pueden pagar en dinero, pero sí en granos»—, pero los que supieron aprovechar el descontento rural causado por los impuestos en metálico fueron los realistas. En una proclama de agosto de 1821 dirigida a los labradores de Zaragoza se denunciaba que éstos se «matan a trabajar para después vender vuestros frutos por precios sumamente bajos a cuatro abaros [sic]...». El propio duque de Angulema así se lo comunicó al conde de Villèle: «El rey tiene de su parte al clero y al bajo pueblo. Todo lo que es señor, propietario o burgués está en contra, o desconfía de él, con muy escasas excepciones».
Ángel Bahamonde y Jesús Antonio Martínez apuntan otro factor: que cuando los liberales hicieron el llamamiento a la resistencia como en 1808 no comprendieron que la situación que se estaba viviendo en 1823 era muy diferente. «En 1823 los liberales no entendieron que el nacionalismo emocional de 1808 no estaba necesariamente edificado todavía sobre un proyecto político liberal consistente, es decir, 1808 había sido una respuesta más antifrancesa que liberal, lo que ayudaría a entender la aparente paradoja: el invasor era el mismo, pero el de 1808 era hijo de la revolución y el de 1823 del legitimismo. [...] De esta forma los liberales calcularon mal sus soportes sociales y, en general, la respuesta fue la indiferencia». Gonzalo Butrón Prida coincide casi completamente con Bahamonde y Martínez: «Dos de las ideas fuerza que sustentaron la resistencia de 1808 habían desaparecido en 1823, de modo que ni el rey estaba prisionero de los franceses —al contrario, muchos lo presentaban como rehén de los liberales—, ni la religión católica corría peligro, pues esta vez las tropas francesas aparecían alineadas junto a los defensores del trono y el altar». Emilio La Parra López sostiene la misma tesis añadiendo un elemento más: que el Reino Unido esta vez no intervino. «Tres factores marcan la diferencia entre 1823 y 1808: la presencia física del rey, la carencia del incentivo religioso en la lucha contra el invasor y la falta del apoyo británico a los resistentes». Por otro lado, La Parra también concede un papel relevante a la eficacia de la propaganda realista que «no cesó de pregonar que Fernando VII estaba prisionero de los liberales y puso el acento en que su vida y la del resto de la familia real corrían peligro. El mensaje carecía de todo fundamento, pero fue eficaz para captar para el bando anticonstitucional a un sector de las masas campesinas españolas. Lo fue asimismo para aislar a los constitucionales en Europa».

### La violencia antiliberal de los realistas: la Ordenanza de Andújar

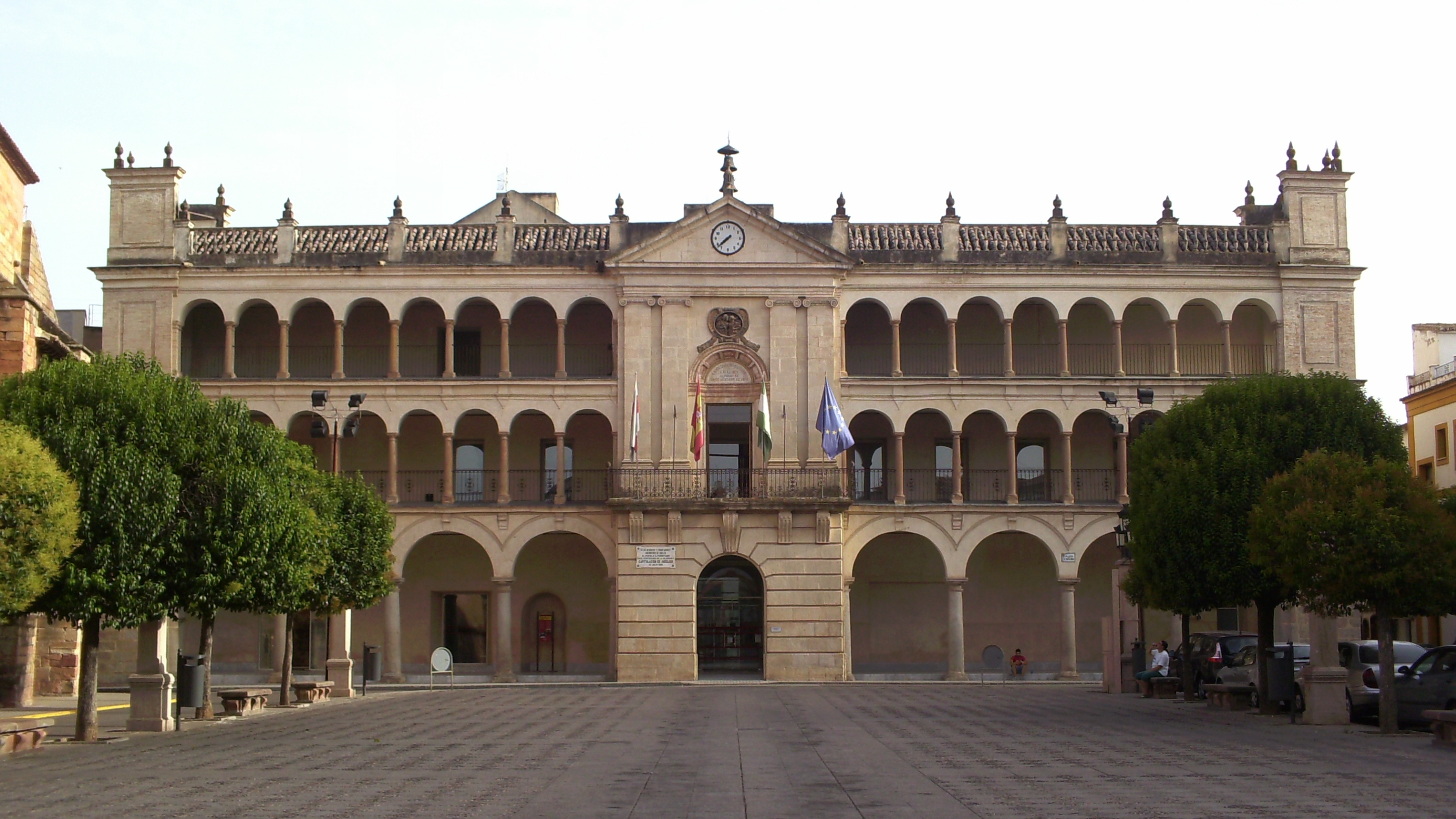
Fachada del Ayuntamiento de Andújar, donde el duque de Angulema firmó la Ordenanza que lleva el nombre de la localidad.

Conforme iban avanzando hacia el sur las tropas francesas, los realistas españoles desataron «una explosión general de violencia» que «cubrió el país de venganzas y atropellos, practicados sin sujetarse a ninguna autoridad ni seguir norma alguna» y cuyas víctimas fueron los liberales. El duque de Angulema se sintió en la obligación de intervenir y el 8 de agosto de 1823 promulgó la Ordenanza de Andújar que despojaba a las autoridades realistas de la facultad de llevar a cabo persecuciones y arrestos por motivos políticos, potestad que se reservaba a las autoridades militares francesas. El rechazo realista fue inmediato, desencadenándose «una insurrección de la España absolutista contra los franceses» que obligó al duque de Angulema a rectificar el 26 de agosto, (oficialmente «aclaró» el decreto), presionado por el Gobierno francés preocupado por la crisis que se estaba viviendo y por la oposición a la Ordenanza de la Santa Alianza. El ámbito de aplicación de la Ordenanza quedó restringido a los oficiales y tropa comprendidos en las capitulaciones militares, con lo que aquella quedó derogada de facto. Una de las consecuencias de la campaña que se desató contra la Ordenanza de Andújar fue el reforzamiento del realismo extremista o ultra que llegó a formar sociedades secretas, entre las que destacó la «Junta Apostólica». Tras la marcha atrás en la Ordenanza, la «explosión múltiple y sangrienta de la violencia absolutista» continuó hasta el punto de que el historiador Josep Fontana la ha calificado de «terror blanco».

## La rendición: Fernando VII recupera sus poderes absolutos

### El traslado de las instituciones y de la corte a Sevilla y a Cádiz

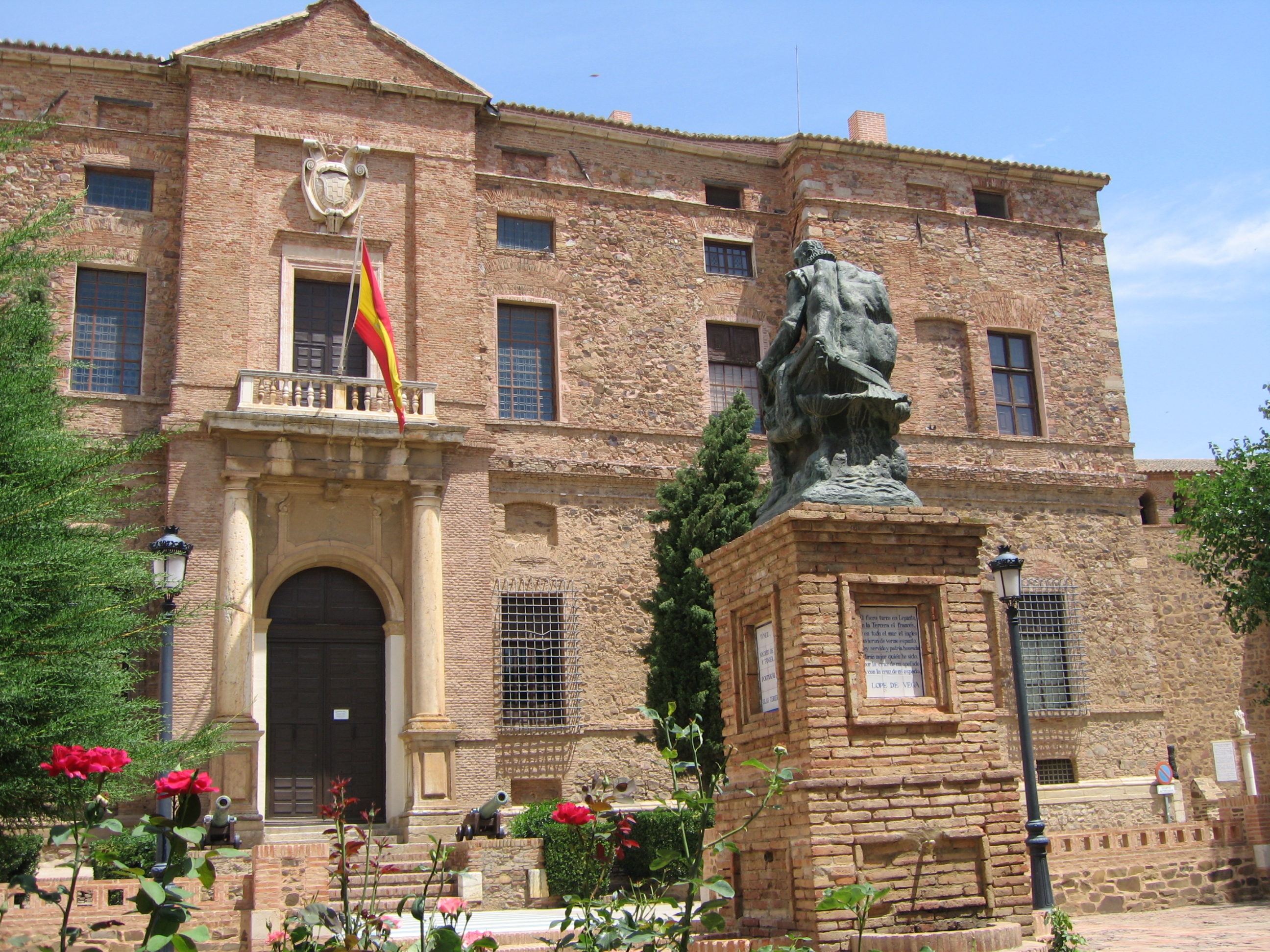
Palacio del Marqués de Santa Cruz (Viso del Marqués), donde Fernando VII se alojó durante su traslado de Madrid a Sevilla. Delante la estatua de homenaje de la Marina española a Don Álvaro de Bazán, primer marqués de Santa Cruz, que mandó construir el Palacio, «obra mayor del Renacimiento, única en España», del que Fernando VII no escribió ni una palabra en su diario del viaje.

Ante la amenaza de la invasión, las Cortes y el gobierno —en realidad, dos gobiernos: el que encabezaba Evaristo San Miguel y el que encabezaba Álvaro Flórez Estrada— habían abandonado Madrid el 20 de marzo —tres semanas antes de que el primer soldado francés cruzara la frontera— para dirigirse hacia el sur, estableciéndose en Sevilla el 10 abril, a donde condujeron a Fernando VII y a la familia real, a pesar de su negativa a hacerlo (según explicó el propio rey, que alegó que se encontraba enfermo de gota para no abandonar la corte: «Se hartaron de decir improperios contra mí, concluyendo... con asegurar a voces que yo saldría de Madrid de todos modos, pues que si no podía viajar en coche, me llevarían atravesado y atado a un burro»). La decisión de dejar Madrid «se adoptó en un clima de franca desintegración del Estado constitucional, propiciada por la división de los liberales y por el confuso papel que estaba desempeñando Fernando VII, cuyo único deseo era encontrarse con las tropas enviadas por la Santa Alianza: "¿Llegarán pronto los extranjeros?", era desde tiempo atrás, según el embajador francés, su principal preocupación». Según Emilio La Parra López, «el auténtico triunfador en esta situación de caos fue Fernando VII, por más que su orgullo quedara herido hasta lo más profundo al verse obligado a hacer un viaje no deseado». Este mismo historiador señala que tras la salida de las instituciones y de la corte, «Madrid quedó sumido en un estado de confusión y desolación, augurio de los peores presagios».
El rey y la familia real fueron instalados en el Alcázar de Sevilla, tras haberse negado Fernando VII a recibir las llaves de la ciudad ofrecidas por el Ayuntamiento —«con este gesto protocolario el rey pretendió negar toda sensación de normalidad, porque se sentía cautivo», comenta Emilio La Parra—. Por su parte las Cortes reanudaron sus sesiones el 23 de abril. El moderado José Canga Argüelles pronunció un discurso sobre el peligro que amenazaba al país porque el día 7 había comenzado la invasión francesa de los «Cien Mil Hijos de San Luis». Al día siguiente el rey firmó la declaración de guerra a Francia y poco después el gabinete que encabezaba San Miguel dimitía, lo que hubiera dado paso al gabinete cuya figura principal era Flórez Estrada, pero la oposición de un grupo numeroso de diputados abrió una nueva crisis política que solo se resolvería al mes siguiente con la formación de un nuevo gobierno cuya figura principal era el exaltado José María Calatrava, que no ocupó la Secretaría del Despacho de Estado, como venía siendo norma, sino la de Gracia y Justicia. Calatrava, según Emilio La Parra, «venía a ser un hombre de consenso entre los defensores de la Constitución», pues como antiguo «doceañista» no era mal visto por los moderados, ni tampoco por los exaltados «masones» y mantenía buenas relaciones con los exaltados «comuneros», y «algo similar podría decirse de sus ministros» (Pedro de la Bárcena en Guerra, sustituido más adelante por Estanislao Sánchez Salvador; el coronel Salvador Manzanares, muy próximo al general Riego, en Gobernación; José Pando, en Estado; Juan Antonio Yandiola, en Hacienda; y Pedro Urquinaona, en Ultramar). Sin embargo, según Josep Fontana, el «nuevo gobierno de predominio masón, del cual era jefe efectivo Calatrava», fue el resultado de «una nueva conspiración [que] había conseguido que el ministerio formado por los comuneros no llegase a ejercer el poder ni un solo día». Calatrava relató la situación en la que se encontró en un manuscrito recientemente descubierto por Pedro J. Ramírez (poniendo de relieve la imposibilidad de aplicar la Constitución de 1812 teniendo al rey en contra y denunciando la traición del monarca):

Lo que enervaba infinitamente la acción de los ministros, lo que los reducía, como a todos sus antecesores en el régimen constitucional, a una situación que tendrá pocos ejemplos, era el tener a la cabeza de aquel Gobierno al más encarnizado enemigo del Gobierno mismo. El principal conspirador contra el sistema que estaban encargados de sostener, el más empeñado en frustrar cuanto intentaban, en desacreditarlos y perderlos era el propio rey de quien dependían, a cuya aprobación tenían que someter todos sus proyecto y a quien debían comunicar todos sus secretos y noticas, aun conociendo que se prevalía de estos avisos para inutilizar cuanto hacían o proyectaban.
El rey estaba de acuerdo con los invasores y con los enemigos internos y, sin embargo, los ministros tenían que disimular que lo sabían y despachar con él como rey constitucional. El honor y los juramentos les impedía dejar de serle fieles. La ley mandaba respetar su persona como sagrada e inviolable; y eximiéndole de toda responsabilidad, obligaba a cerrar los ojos sobre todos sus actos privados sin dejar otro arbitrio que el de impedirlos por los medios indirectos que se pudiese.

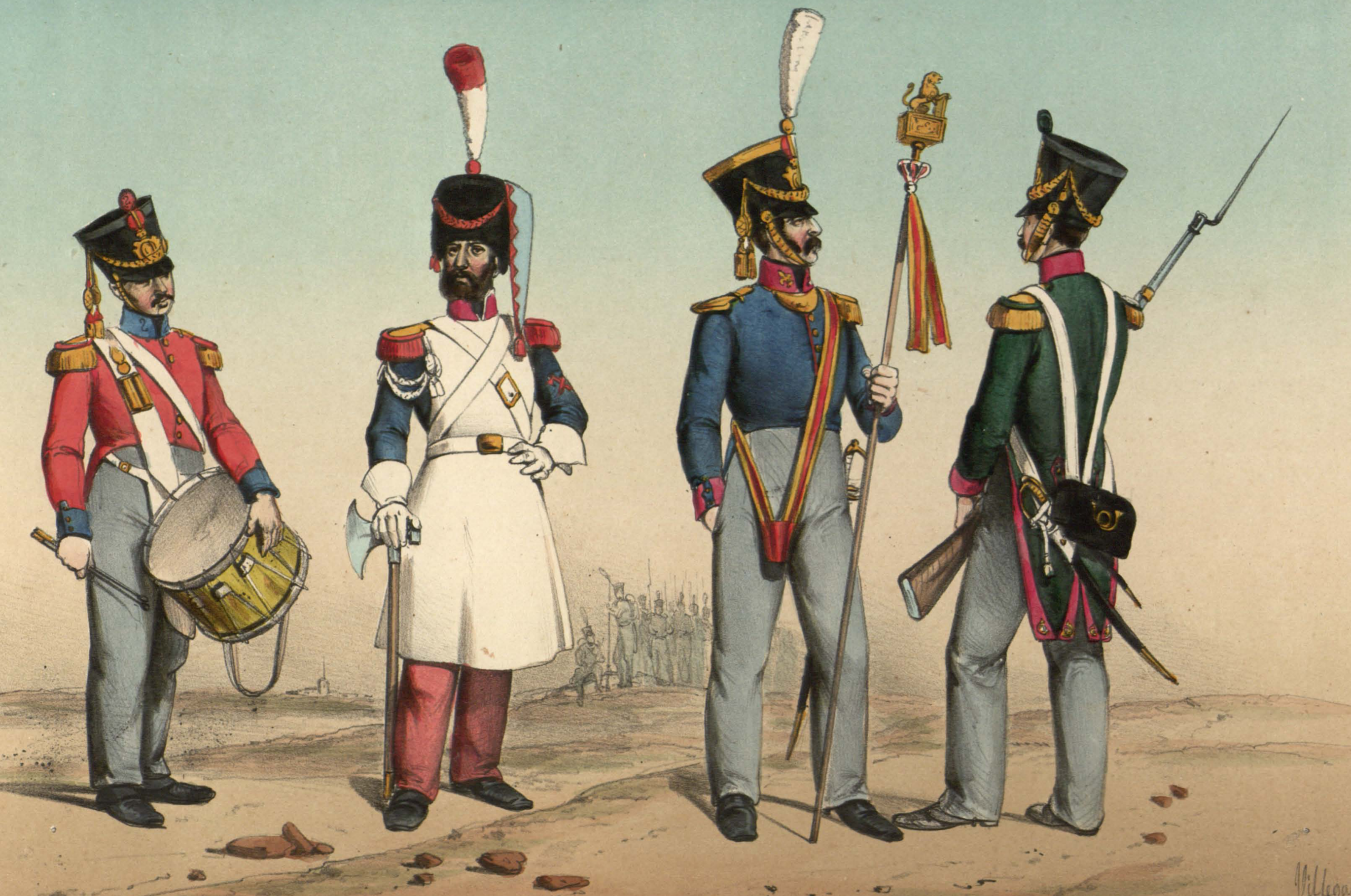
Tambor, gastador, leonífero y soldado de infantería ligera durante el Trienio Liberal, según Serafín María de Sotto.

Ante el avance de los «Cien Mil Hijos de San Luis», el Gobierno y las Cortes decidieron el 11 de junio trasladarse de Sevilla a Cádiz, llevando consigo al rey y a la familia real, de nuevo en contra de su voluntad, ya que éstos esperaban su «liberación» ante la inminente llegada del ejército francés (o el éxito de una conjura realista que se estaba gestando y que finalmente sería descubierta). Fernando VII se mostró aún más obstinado que en Madrid para no emprender el viaje. «Ni mi conciencia, ni el amor a mis pueblos me permiten salir de Sevilla; como particular haría este sacrificio; como Rey no puedo», les dijo a los diputados que le comunicaron la necesidad de trasladarse a Cádiz (cuando estos pretendieron replicarle el rey les dio la espalda y se marchó diciendo: «He dicho»). Tiempo después explicó: «Díjeles que podían pasárselo, pero que el ir todos a encerrarse en Cádiz y en aquella estación me parecía un disparate, pues el ir a perecer en medio de los horrores de la peste era cosa terrible» (Josep Fontana apostilla: «aclaremos que no había noticia alguna de epidemia»). Entonces las Cortes, a propuesta del entonces diputado exaltado Antonio Alcalá Galiano que dijo: «No es posible el caso de un Rey que consienta quedarse en un punto para ser preso de los enemigos... S.M. no puede estar en pleno de la razón, está en un estado de delirio», decidieron que el rey estaba sufriendo un «letargo pasajero» y, de acuerdo con la Constitución, le inhabilitaron por «impedimento moral» para ejercer sus funciones y nombraron una Regencia que detentaría los poderes de la Corona durante el viaje a Cádiz (la integraron Cayetano Valdés, Gabriel Ciscar y Gaspar de Vigodet). El rey recordó que durante el viaje, «con una gritería espantosa nos estuvieron insultando cuanto quisieron, diciendo: —¡Mueran ya los Borbones; mueran estos tiranos! —¡Ya no eres nada ni volverás a mandar!—. Profiriendo todo esto con las mayores amenazas, maldiciones y palabras obscenas». El rey y la reina Amalia escribieron después que temieron por sus vidas y por las de toda la familia real.
La respuesta de la Regencia realista instalada en Madrid por el duque de Angulema —la noticia de su constitución y de que había sido reconocida inmediatamente por las monarquías de la Santa Alianza había provocado en Sevilla una honda consternación— no se hizo esperar. El 23 de junio promulgó un decreto sobre «el atentado cometido en la traslación a Cádiz de la sagrada persona del rey nuestro señor y su real familia» que entre otras medidas represivas contemplaba declarar reos de lesa majestad a todos los diputados que habían participado en las deliberaciones para inhabilitar al rey (este será el «delito» por el que ahorcarán a Rafael del Riego, «el héroe de Las Cabezas de San Juan») y la incautación de sus bienes a todos aquellos que hubieran intervenido en su traslado de Sevilla a Cádiz. El decreto concluía ordenando ocho días de rogativas durante los cuales no se celebraría ni fiestas ni representaciones teatrales. Por otro lado, la noticia de la suspensión en sus funciones de Fernando VII, aunque fuera temporal, causó una gran conmoción en las cortes europeas, porque el recuerdo del rey francés Luis XVI, guillotinado por los revolucionarios, estaba todavía muy vivo.

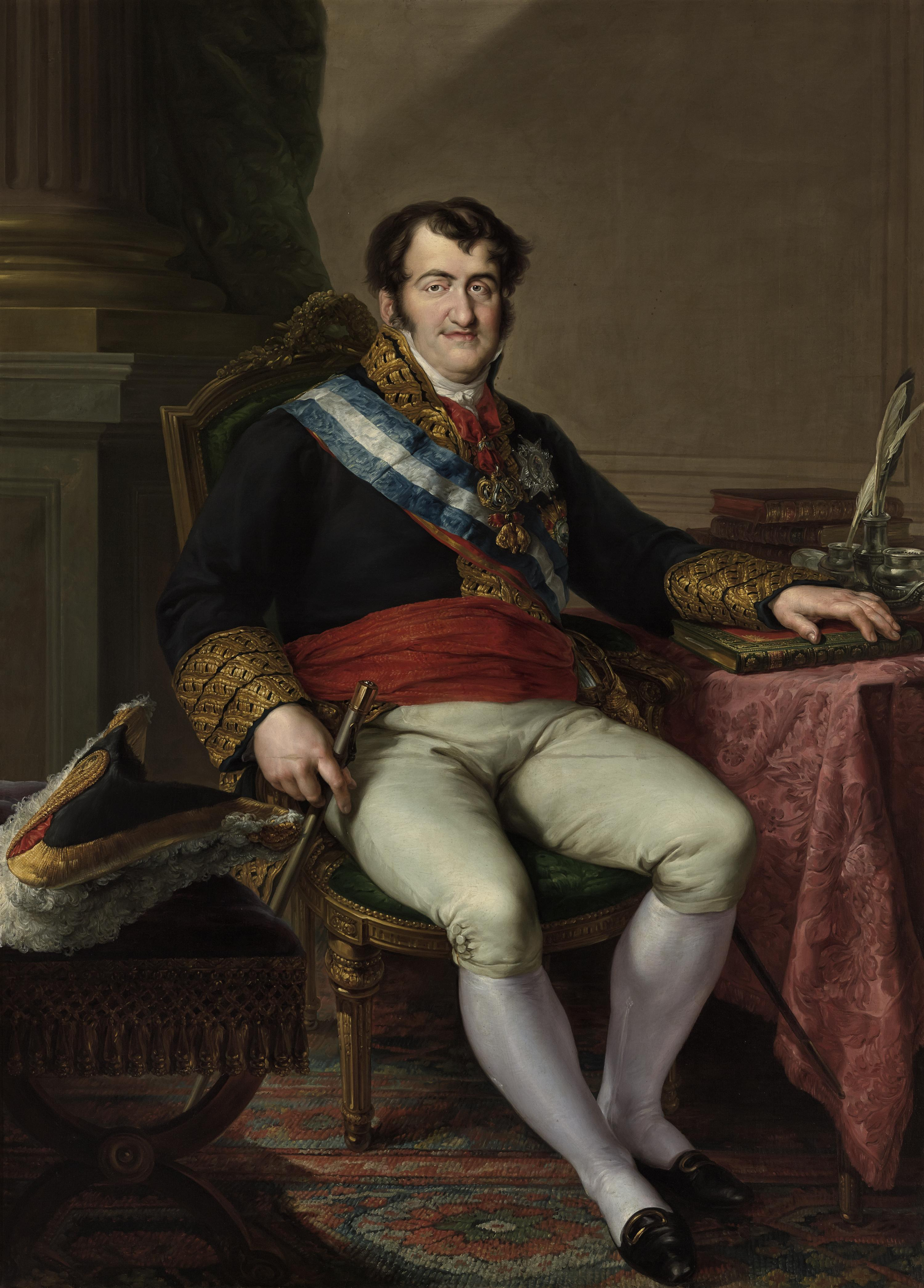
Retrato de Fernando VII por Vicente López.

El 13 de junio, al día siguiente de haber abandonado Sevilla el Gobierno, las Cortes, el rey y la familia real, se produjo una explosión de violencia en la ciudad que sería conocida como la jornada de San Antonio de 1823. Muchas propiedades fueron saqueadas, y especialmente los equipajes que con las prisas habían tenido que dejar atrás, en unas embarcaciones que les seguirían después, los diputados, empleados de las Cortes y particulares que habían «huido» a Cádiz en un vapor por el río Guadalquivir. Algunos de los equipajes contenían obras de enorme valor cultural (libros, documentos, manuscritos, colecciones botánicas y numismáticas, etc.) que se perdieron para siempre. Los robos fueron acompañados de agresiones y asesinatos. Según Alberto Gil Novales, la ola de «violencia primitiva de las clases bajas y del lumpenproletariat sevillano» parece haber estado dirigida «por el alto estamento servil de la ciudad». Una apreciación que es compartida por Josep Fontana que califica la jornada de «levantamiento realista» ya que se hizo al grito «por el rey y la religión» con el saqueo como premio. Emilio La Parra no tiene dudas de que se trató de un motín absolutista ya que se inició cuando «un grupo de realistas subió a la Giralda y dio la señal de alboroto», «la plebe [fue] soliviantada por el clero y algunos individuos de buena posición», «las voces de "Viva el Rey" y "Viva la Religión" arroparon los mayores desmanes» y «se derribaron los emblemas de la Constitución y se proclamó al rey absoluto» (también se oyó el grito de «Vivan las cadenas y muera la nación»). El día 17 un ejército comandado por el general López Baños restableció el orden, pero tres días después abandonó Sevilla ante la inminente llegada de los franceses, que entraron en la ciudad el día 21.
Llegaron a Cádiz el 15 de junio y en ese momento la Regencia cesó y el rey recuperó sus poderes —el rey les dijo a los regentes cuando se presentaron ante él: «Está bien. ¿Conque ha cesado mi locura?»—. Al mismo tiempo hubo una remodelación del Gobierno: José Luyando, ocupó la secretaría del Despacho de Estado; Manuel de la Puente, Guerra; Salvador Manzanares, Gobernación; y Francisco Osorio, Marina; continuaron José María Calatrava, Gracia y Justicia, y Juan Antonio Yandiola, Hacienda. Un hecho que hizo cundir el desánimo fue que el embajador británico William à Court, representante del único gobierno con cuyo apoyo creían contar los liberales, no viajó a Cádiz sino que de Sevilla se fue a Gibraltar «a esperar órdenes de su gobierno», lo que fue interpretado como una excusa.

### El sitio de Cádiz

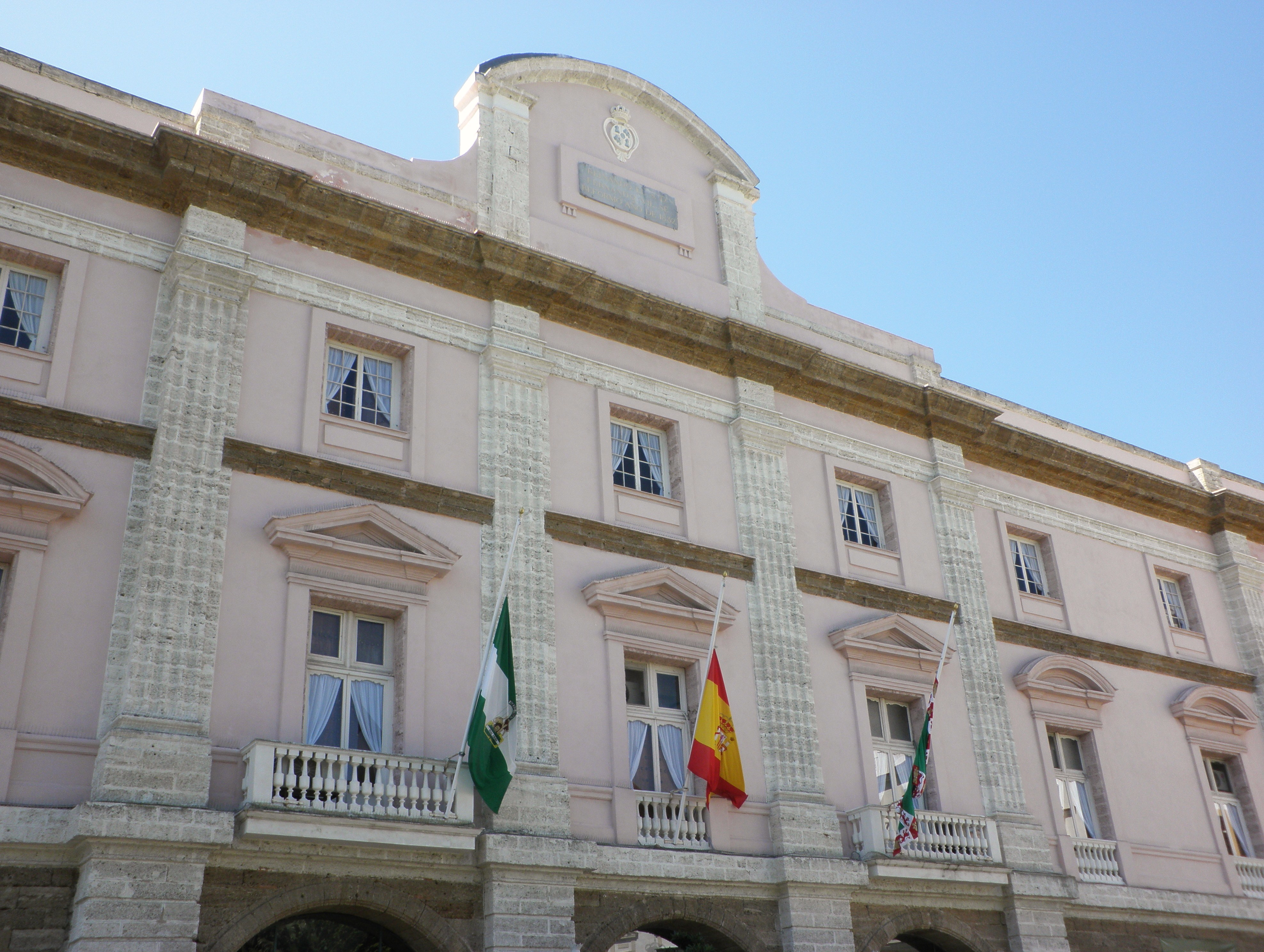
Palacio de la Aduana en Cádiz, residencia del rey durante el asedio francés de 1823.

Cádiz fue sitiada por el ejército francés, como ocurrió trece años atrás. Sin embargo, el bloqueo naval francés no fue muy efectivo «porque los barcos pequeños se les escapaban a su vigilancia», como recordó después el general Copons, lo que facilitaba el abastecimiento desde Gibraltar. Según un testigo británico que se encontraba en Cádiz, el ánimo de la población era bueno —«mientras se producían los bombardeos se podía ver a hombres, mujeres y niños animándose unos a otros a resistir a los invasores», escribió—. Sin embargo, según el historiador Josep Fontana, «la plaza estaba mal preparada desde un punto de vista militar. No había ni los hombres necesarios, ni suficientes cañones en estado de servicio, ni los recursos y provisiones que se necesitaban».
Poco después de iniciarse el cerco, el duque de Angulema que había llegado a mediados de agosto al Puerto de Santa María donde había establecido su cuartel general, le envió una carta a su «hermano y primo» Fernando VII en la que le comunicaba que «la España está ya libre del yugo revolucionario» y le sugería conceder una amnistía y convocar las antiguas Cortes. El rey mientras tanto se entretenía volando cometas desde la azotea del Palacio de la Aduana, donde le habían alojado, y contemplando a los sitiadores con unos anteojos. Se ha discutido si volar cometas fue una mera diversión o un medio de comunicarse con el enemigo mediante señales convenidas. Lo que sí se sabe es que Fernando VII utilizando diversos medios estaba en contacto con los realistas y con los franceses y los conminaba a que le «rescataran», y que la infanta María Francisca de Braganza, esposa de don Carlos, era su enlace principal e instigadora. Así lo constató en sus Notas reservadas el hombre fuerte del Gobierno constitucional José María Calatrava:

Ni mis compañeros ni yo podíamos prestar crédito a todas sus protestas [del rey]. No dudábamos de que seguía en constante comunicación con los enemigos, ya por escrito, ya de palabra, ya por señales convenidas, por cuantos medios podían burlar nuestra vigilancia y la de los patriotas. [...] En palacio tenía pues el enemigo los más seguros e inevitables espías... El palacio era la principal oficina desde donde se sembraba el desaliento y la corrupción en el Ejército. [...] Estoy persuadido de que la funesta influencia de palacio contribuyó mucho al estado en que cayó el pueblo y a la repugnancia que mostraron los contribuyentes. Pero también lo estoy de que en todos estos males tuvo la infanta [María Francisca, esposa de don Carlos] mucha más parte que el rey...

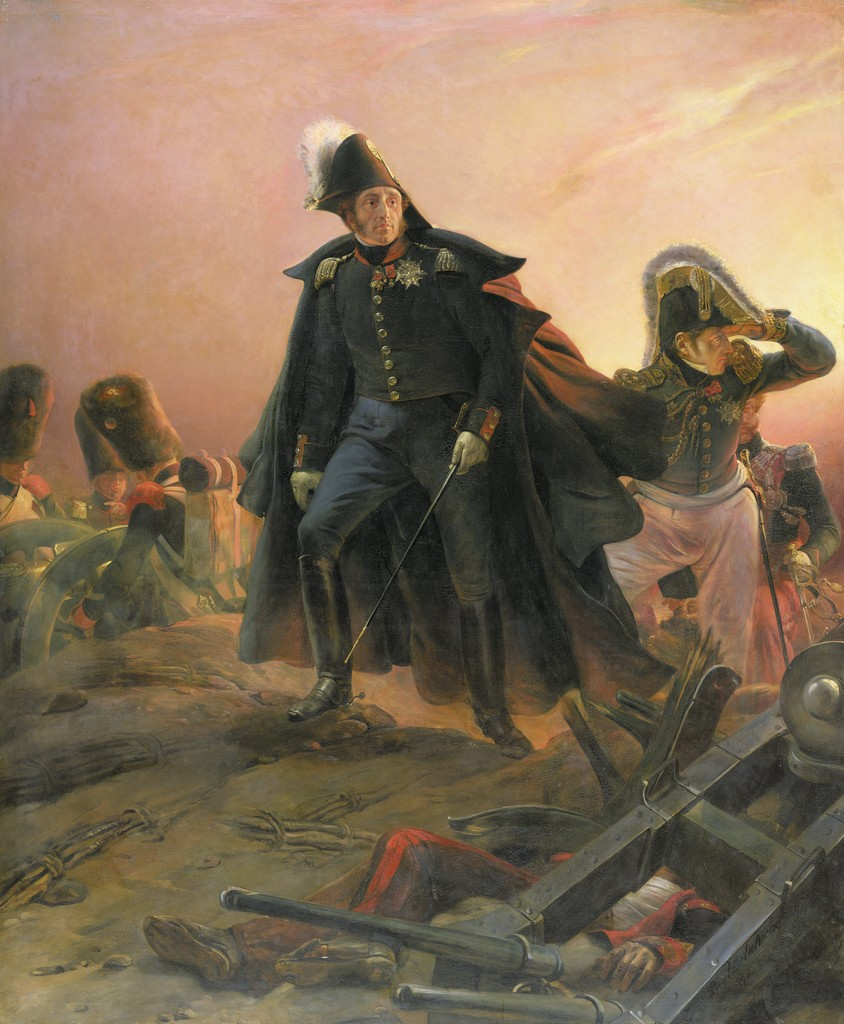
El duque de Angulema en la toma del fuerte del Trocadero (31 de agosto de 1823).

En las pocas ocasiones que salió de su residencia, Fernando VII «no sólo no ejerció de líder en la lucha contra el invasor, sino que ni siquiera protagonizó gesto alguno que elevara el ánimo de las tropas y los habitantes de la isla gaditana», ha señalado Gonzalo Butrón Prida. El ministro francés Chateaubriand le recordó al general Guilleminot lo mucho que estaba en juego: «Ahora, general, llamo vuestra atención sobre lo que sucedería en el caso de que abandonásemos Cádiz. Francia, que ha vuelto a situarse en estos momentos en el primer rango militar de Europa, volvería a caer en el último. El partido jacobino se reanimaría en España y reaparecería en Francia. Inglaterra avivaría la discordia, se decidiría tal vez, y los aliados, o bien nos retirarían su apoyo moral, que nos ha servido para paralizar a Inglaterra, o nos ofrecerían su apoyo físico, que no podría admitirse sin deshonrar para siempre nuestras armas y perder nuestra independencia. Las consecuencias de un paso atrás son tales, en los asuntos de España, que nos van en ello la legitimidad y la corona de los Borbones».
En la noche del 30 al 31 de agosto las tropas francesas tomaban el fuerte del Trocadero, «la operación más sonada de la guerra», y veinte días después el de Sancti Petri, con lo que la resistencia se hacía imposible. Cádiz esta vez no había contado con auxilio por mar de la flota británica como en 1810. El 24 de septiembre el general Guilleminot, jefe del Estado Mayor francés, lanzó un ultimátum a los sitiados para que capitularan, amenazándolos con que si la familia real era víctima de alguna desgracia «los diputados a Cortes, los ministros, los consejeros de Estado, los generales y todos los empleados del gobierno cogidos en Cádiz serán pasados a cuchillo». El día anterior habían comenzado los bombardeos desde el mar (con efectos devastadores sobre calles y casas) y la moral de resistencia de los habitantes de Cádiz decayó todavía más cuando se conoció la deserción de dos batallones del ejército de reserva y cuando casi al mismo tiempo llegó la noticia de que el general Rafael del Riego, el «héroe de Las Cabezas de San Juan», había sido apresado por los realistas en tierras de Jaén. El secretario del Despacho de Guerra se suicidó, degollándose. El día 25 había comunicado a las Cortes en una sesión secreta «la desmoralización y declarada cobardía de nuestras tropas».

### La «liberación» de Fernando VII y la restauración de la monarquía absoluta

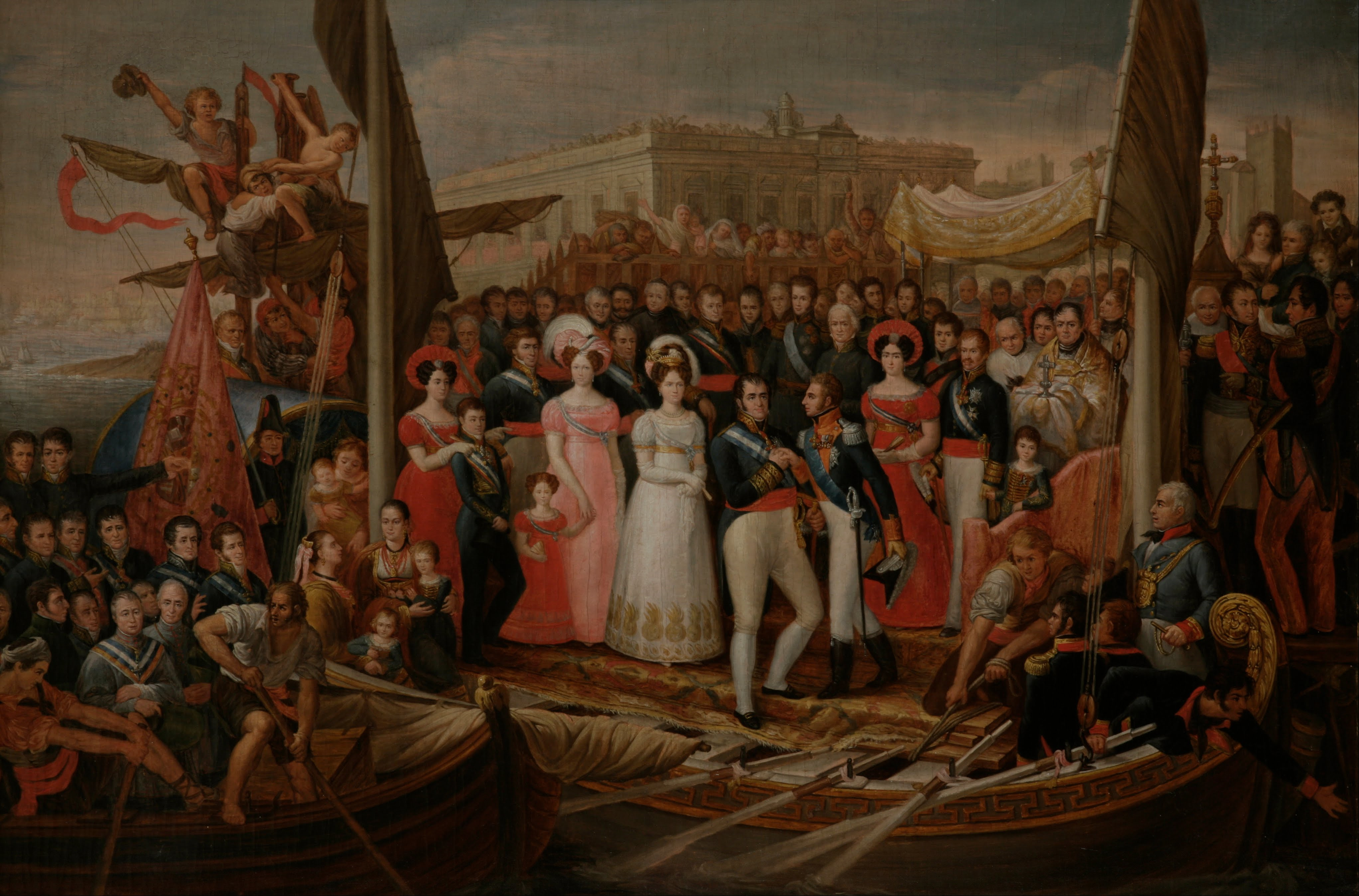
Cuadro de José Aparicio que representa el desembarco de Fernando VII en el Puerto de Santa María tras haber sido «liberado» de su «cautiverio» en Cádiz. Es recibido por el duque de Angulema, comandante de los Cien Mil Hijos de San Luis, y por el duque del Infantado, presidente de la Regencia absolutista nombrada por los franceses.

El 30 de septiembre de 1823, tras cerca de cuatro meses de asedio, el gobierno liberal decidió, con la aprobación de las Cortes, dejar marchar al rey Fernando VII, que se reunió con el duque de Angulema —y con el duque del Infantado, presidente de la Regencia realista— al día siguiente, 1 de octubre, en el Puerto de Santa María, al otro lado de la bahía de Cádiz, que el rey y la familia real atravesaron a bordo de una falúa engalanada. «Ya en tierra, fueron acogidos por una ceremonia que podía entenderse como el recibimiento después de un largo viaje. Se estaba representando la vuelta al orden mediante una dramatización del regreso del monarca desde un lugar muy distante para la óptica realista —el «cautiverio» de los liberales— y la recuperación de un tiempo —el de la legitimidad monárquica— que había sido suspendido mientras estuvo vigente la Constitución». Ese día el rey anotó en su diario: «recobré mi libertad y volví a la plenitud de mis derechos que me había usurpado una facción». Buena parte de los liberales que se encontraban en Cádiz huyeron a Inglaterra vía Gibraltar, pensando que el rey no cumpliría su promesa, hecha poco antes de ser «liberado», de «llevar y hacer llevar a efecto un olvido general, completo y absoluto de todo lo pasado, sin escepción [sic] alguna». No se equivocaban.
El manifiesto del 30 de septiembre de 1823 había sido redactado por el Gobierno y Fernando VII lo había firmado tras rechazar una única frase que decía que «conocía los inconvenientes de un Gobierno absoluto y que nunca lo adoptaría». El manifiesto aceptado por el rey decía entre otras cosas:

Prometo libre y espontáneamente, y he resuelto llevar y hacer llevar a efecto, un olvido general, completo y absoluto de todo lo pasado, sin escepción [sic] alguna, para que de este modo se restablezcan entre todos los españoles la tranquilidad, la confianza y la unión, tan necesarias para el bien común, y que tanto anhela mi paternal corazón. Adoptaré un Gobierno que haga la felicidad completa de la nación, afianzando la seguridad personal, la propiedad civil de todos los españoles.

Pero en cuanto Fernando VII se vio libre se retractó de las promesas que había hecho y apenas desembarcado en el Puerto de Santa María, desoyendo el consejo de Angulema de «extender la amnistía lo más posible» y de que «convenía no volver a caer en una situación que llevase a que volviesen a ocurrir sucesos como los de 1820» (Fernando VII se limitó a contestar: «¡Viva el rey absoluto!»), promulgó un decreto en el que derogaba toda la legislación del Trienio (con lo que tampoco cumplió la promesa que le había hecho al rey de Francia y al zar de Rusia de que no iba a «volver a reynar baxo del régimen que llaman absoluto»):

Son nulos y de ningún valor todos los actos del gobierno llamado constitucional, de cualquier clase y condición que sean, que ha dominado a mis pueblos desde el día 7 de marzo de 1820 hasta hoy, día 1º de octubre de 1823, declarando, como declaro, que en toda esta época he carecido de libertad, obligado a sancionar leyes y a expedir las órdenes, decretos y reglamentos que contra mi voluntad se meditaban y expedían por el mismo gobierno.

Nada más quedar libre dijo: «La más criminal traición, la más vergonzosa cobardía, el desacato más horrendo a mi Real Persona, y la violencia más inevitable, fueron los elementos empleados para variar esencialmente el Gobierno paternal de mis reinos en un código democrático». Al llegar a Sevilla Fernando VII le escribió una carta al rey de Nápoles Fernando I que había vivido una experiencia revolucionaria similar a la suya, aunque mucho más breve, y que también había recuperado el poder gracias a una intervención exterior:

La Misericordia Divina ha querido en fin poner término a las penas con que se dignó probarme y unido a vuestra majestad por la semejanza de nuestras desgracias, como lo he estado siempre por amor y por los estrechos vínculos de parentesco, nada puede linsonjearme tanto como felicitar a vuestra majestad cordialmente y manifestarle que, restituido al libre ejercicio de mis derechos soberanos, no perdonaré medios de conservar y aumentar, si cabe, las agradables relaciones que de antiguo nos unen.

Más tarde Fernando VII escribió lo siguiente recordando el día 1 de octubre en que llegó al Puerto de Santa María:

Día dichoso para mí, para la real familia y para toda la nación; pues que recobramos desde este momento nuestra deseadísima y justa libertad, después de tres años, seis meses y veinte días de la más ignominiosa esclavitud, en que lograron ponerme un puñado de conspiradores por especulación, y de obscuros y ambiciosos militares que, no sabiendo escribir bien sus nombres, se erigieron ellos mismo en regeneradores de la España, imponiéndola a la fuerza las leyes que más les acomodaban para conseguir sus fines siniestros y hacer sus fortunas, destruyendo a la nación.

### El final de la invasión

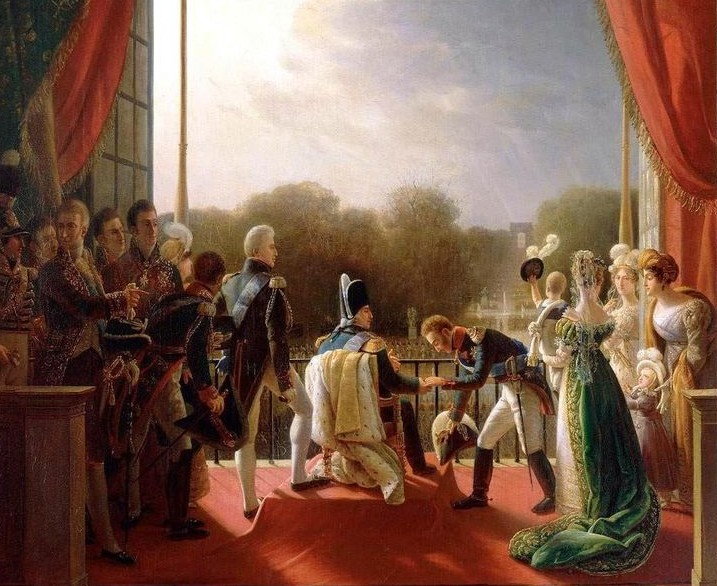
Cuadro que muestra al rey Luis XVIII recibiendo en el balcón de las Tullerías al duque de Angulema a su vuelta de la «expedición de España».

Tras la rendición del gobierno constitucional en Cádiz, aún se libró un último combate el 8 de octubre en Tramaced (Aragón). Los franceses apoyados por tropas realistas derrotaron a un ejército comandado por el general Evaristo San Miguel, antiguo Secretario de Estado, que había salido de Tarragona en auxilio de Lérida. «Fue la última batalla de una guerra calificada impropiamente por algunos de paseo militar», apunta Emilio La Parra López. Por su parte, los jefes de las plazas y ciudades que todavía resistían se aprestaron a negociar las capitulaciones con los franceses. Así pues, la guerra acabó con una serie de pactos, como en Barcelona y en Tarragona, que se rindieron el 2 de noviembre (las capitulaciones las negoció Espoz y Mina, quien escribió en el exilio: «tuve... el consuelo de observar desde mi alojamiento que la entrada de los franceses [en Barcelona] no había producido ninguna alternación ni regocijo»); en Alicante, que se rindió el 11 de noviembre; o en Cartagena, que capituló el 30 de ese mes. En la mayoría de ellas se incluía que los soldados, los oficiales y los milicianos no serían molestados y que a todos aquellos que lo quisieran se les concederían pasaportes para poder salir de España «por motivos políticos».
El 30 de noviembre de 1823 el duque de Angulema dio la última orden general desde Oyarzun, de regreso a Francia: «Habiendo terminado felizmente la campaña con la liberación del rey de España y la toma o sumisión de las plazas de su reino, hago constar al Ejército de los Pirineos, al abandonarlo, mi más viva satisfacción por su celo». Al día siguiente cruzaba la frontera por el río Bidasoa. «La guerra de Francia contra la España constitucional había durado siete meses y medio. De ella salió como auténtico triunfador Fernando VII», concluye Emilio La Parra.